# Chiesa di San Filippo Apostolo
La chiesa di San Filippo Apostolo è una chiesa di rito cattolico edificata nel 1743 e situata nel quartiere Giudecca di Ortigia, centro storico della città di Siracusa.

## Storia
Quando i Corinzi giunsero dalla Grecia in Ortigia, nel 734 a.C., crearono in essa una via che tagliava l'isola da nord a sud lungo la quale edificarono le prime abitazioni e i luoghi di culto come i templi costruiti nei secoli successivi e dedicati ad Atena, Artemide ed Era. Dalle cave poste ad ovest ed est della via principale estrassero il calcare bianco adoperato per la costruzione degli edifici. Come ipotizzato a seguito delle campagne di scavi condotte da Landolina e Capodieci nei primi secoli dell'Ottocento, tali cave dovevano sorgere negli attuali siti di piazza Duomo e piazza san Filippo. Si praticarono aperture nella roccia anche per cercare la vena idrica. Ortigia è arrivata ad avere quasi un centinaio di aperture da cui estrarre acqua per gli usi più disparati: pozzi, concerie, lavatoi, fontane ecc.
La zona ove è posta san Filippo fu usata tanto come cava quanto come luogo da cui estrarre acqua dolce. Quando poi, aumentando la popolazione, tutta l'isola fu urbanizzata, della cava di san Filippo non rimane che un piccolo accesso ai pozzi d'acqua dolce. Sopra sorge un quartiere ad insulæ rettangolari il cui impianto ancora oggi viene conservato nei suoi contorni perimetrali.
Quando, durante il periodo svevo e successivamente aragonese, agli Ebrei venne concesso di abitare in alcune città siciliane, a Siracusa sorse una comunità giudaica che si stabilì nel quartiere che per tale motivo poi prese il nome di Giudecca.
Dalle notizie che si ricavano dagli scritti degli storici ed annalisti del Settecento e dell'Ottocento si apprende che tale comunità fu tra le più numerose dell'Occidente e che ebbe una sinagoga nel quartiere, secondo alcuni studiosi nel luogo in cui oggi si trova la chiesa di san Filippo. Secondo questa ipotesi l'utilizzo originario dei locali ipogei sarebbe quella di bagni di purificazione.

Tale stato di cose dovette durare fino al 1492, anno in cui gli ebrei non convertiti al cristianesimo furono costretti a lasciare i possedimenti spagnoli. Notizie riportate ininterrottamente dagli storici, dal più celebre Capodieci ai più recenti come il prof. Paolo Giansiracusa ipotizzano che da tale data i componenti dell'Arciconfraternita di san Filippo si dovettero sostituire agli ebrei nell'area occupata dall'attuale chiesa settecentesca.

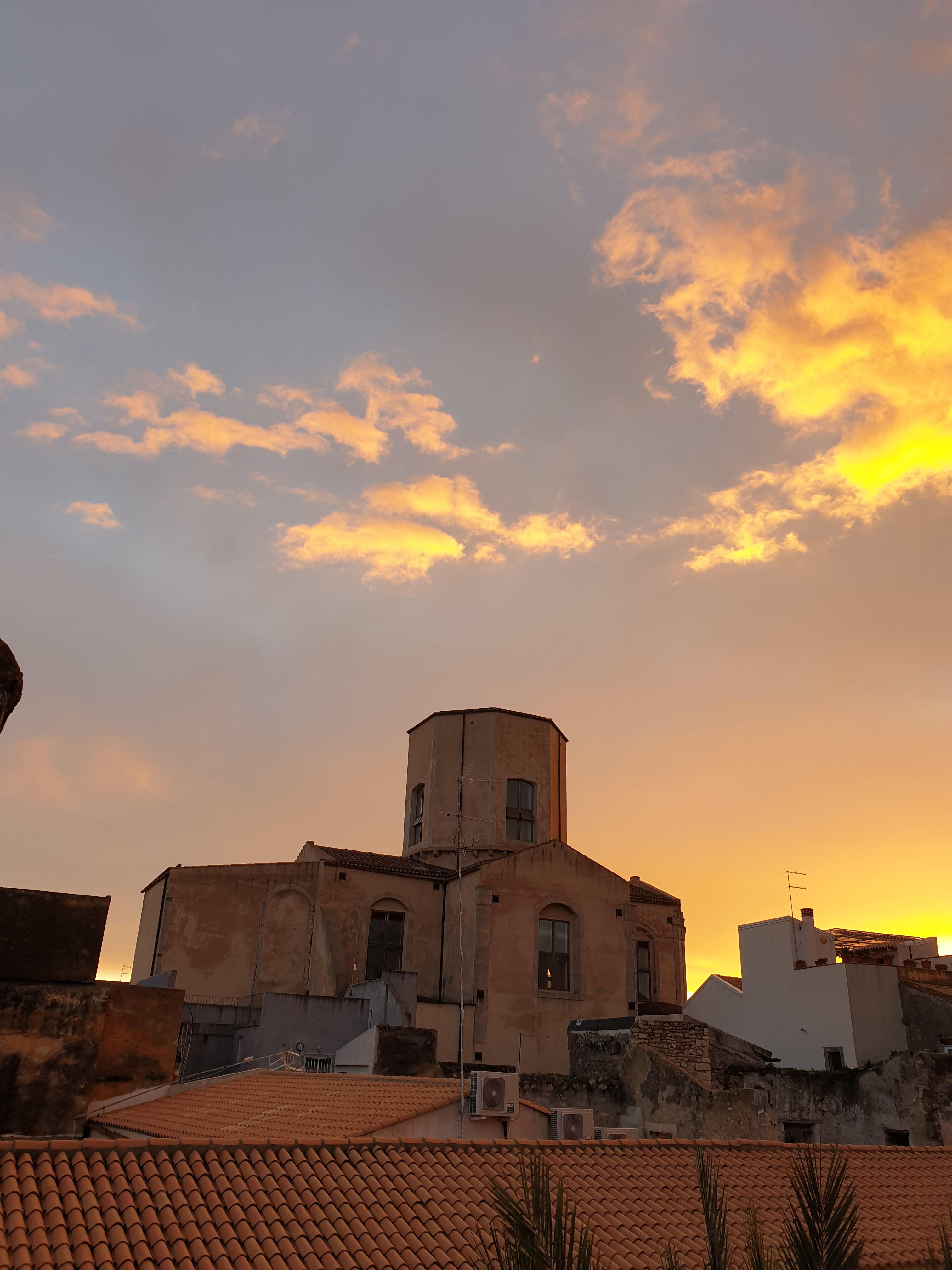
Cupola della chiesa

Come fosse la chiesa nei secoli successivi all'espulsione degli Ebrei non ci è dato sapere. Dalle poche informazioni tratte da alcune Visite Pastorali svolte nel corso del XVI secolo sappiamo che a metà secolo vi erano lavori di ristrutturazione in fase conclusiva, la chiesa era più piccola, dotata di soli tre altari e la pala dell’altare maggiore non era ancora terminata. Con il terremoto del 1693 si perde infatti ogni traccia dell'antico edificio sacro dedicato a san Filippo Apostolo. I confrati sfruttarono l'occasione dei lievi danni causati dal sisma per rinnovare totalmente il complesso architettonico. Fu per tale ragione che demolirono ogni parte strutturale e nel 1706 affidarono a due maestri muratori l'incarico di costruire la nuova chiesa che fu completata fra il 1741 e il 1742 e resa sacramentale con rescritto di papa Benedetto XIV il 16 dicembre 1741. Il progetto al quale le maestranze locali si sono ispirate è il medesimo che l'architetto Rosario Gagliardi aveva realizzato per la chiesa di san Domenico in Noto.
Con la costruzione della nuova chiesa furono sistemati anche i locali del secondo strato sotterraneo. Della fine del Settecento e degli inizi dell'Ottocento sono i sepolcri delle famiglie più in vista della confraternita (Sgarlata, Xibilia, Ferrauto, Roggio, Costa, Monteforte, Salibra, Diamante, Navanteri).
Del 1881 è la Cappella dell'Addolorata. Dal 1914 al 1926 ha ospitato la Parrocchia di san Giovanni Battista. Del 1926 sono la canonica, la tettoria dell'abside e le finestre della chiesa come si evince dalla lapide commemorativa posta all'ingresso della chiesa. 
Dagli anni '20 al 1953 fu rettore di questa chiesa mons. Salvatore Xibilia. Ed è grazie a lui che recentemente si è giunti a conoscenza di molte informazioni storiche riguardanti la chiesa. Un Inventario o Giuliana e diverse note autografe sono state ritrovate di recente: esse hanno consentito di confermare o in alcuni casi rettificare tante nozioni finora solo ipotizzate o giudicate altamente probabili. Fu un sacerdote zelante che, come egli stesso lasciò scritto, trovo la chiesa fatiscente e senza culto quotidiano e la lasciò nel 1953 in buono stato e con il culto quotidiano assicurato.
Nel 1945 a seguito dei danni bellici (nella chiesa cadde una bomba il 10 luglio 1943) furono ripresi gli stucchi di gusto neoclassico, fu rifatta una volta incannucciata, furono rifatti alcuni gradini di marmo all'ingresso dell'abside e furono rivestite diverse pareti. I lavori di riparazione continuarono fino al 1951 e sino a tale data non si ha alcun segno che potesse rilevare carenze di natura statica nelle strutture portanti della chiesa.
Che la chiesa fino al 1951 fosse in buone condizioni statiche è documentato dal fatto che le riparazioni dei danni bellici riguardano apparati decorativi e non strutture portanti.
Il primo allarme è del 1961. La chiesa presenta gravi problemi statici, ciò indubbiamente a causa del continuo indebolimento del terreno di fondazione dovuto alle perdite d'acqua del fatiscente impianto idrico urbano. La chiesa chiuse definitivamente al culto nel 1968.
Per evitare il pericolo del crollo del complesso monumentale, nel luglio 1986 la Soprintendenza ha provveduto a far demolire l'alta e pesante cupola col proposito di ricostruirla con materiali più leggeri come poi in seguito è stato effettivamente fatto.
Dopo un sostanziale intervento di restauro, la chiesa è stata riaperta al culto nel giugno 2010.
Dal 2014 è tornata ad ospitare la parrocchia di san Giovanni Battista e ad oggi, quotidianamente, vi si celebrano le sante messe e tutte le liturgie proprie della parrocchia.
Dal 2016 è anche aperta (specialmente nei mesi primaverili ed estivi) alle visite turistiche dei tre livelli sotterranei: cripta, rifugi della seconda guerra mondiale e bagno rituale ebraico, grazie al generoso impegno dell'Associazione San Filippo Apostolo.

## Descrizione
La chiesa di san Filippo Apostolo dal punto di vista artistico si presenta come edificio barocco, tipico della ricostruzione siracusana conseguente al grande terremoto del 1693. La peculiarità di questa chiesa rispetto alle altre di città è data dalla soluzione della cupola situata in posizione centrale e non nel vano di intersezione fra transetto e navata principale.
Dal punto di vista decorativo gli stucchi interni, di gusto tardo barocco, risalenti ai lavori di restauro operati in chiesa agli inizi del 1800, sono stati ampiamente ripresi nel nostro secolo a seguito dei danni bellici del 1943. Le opere d'intaglio dei capitelli e dei cornicioni ricordano dal punto di vista tecnico certe soluzioni adottate nella chiesa di san Giuseppe, dell'Immacolata e a san Francesco di Paola oltre che nel prospetto principale di palazzo Bonanno.

### Cantoria
All'ingresso della chiesa si trovano una bussola in legno dipinto ornata di due colonne di epoca romana che sorreggono la cantoria arricchita da un pregevolissimo organo a canne realizzato dal maestro organaro siracusano Pietro Santuccio nel 1757. Data e firma sono state rinvenute durante i restauri all'interno di uno dei due mantici.
A proposito delle due monumentali colonne così riporta mons. Giuseppe Capodieci nel suo Antichi monumenti di Siracusa:

La cantoria e l'organo settecentesco
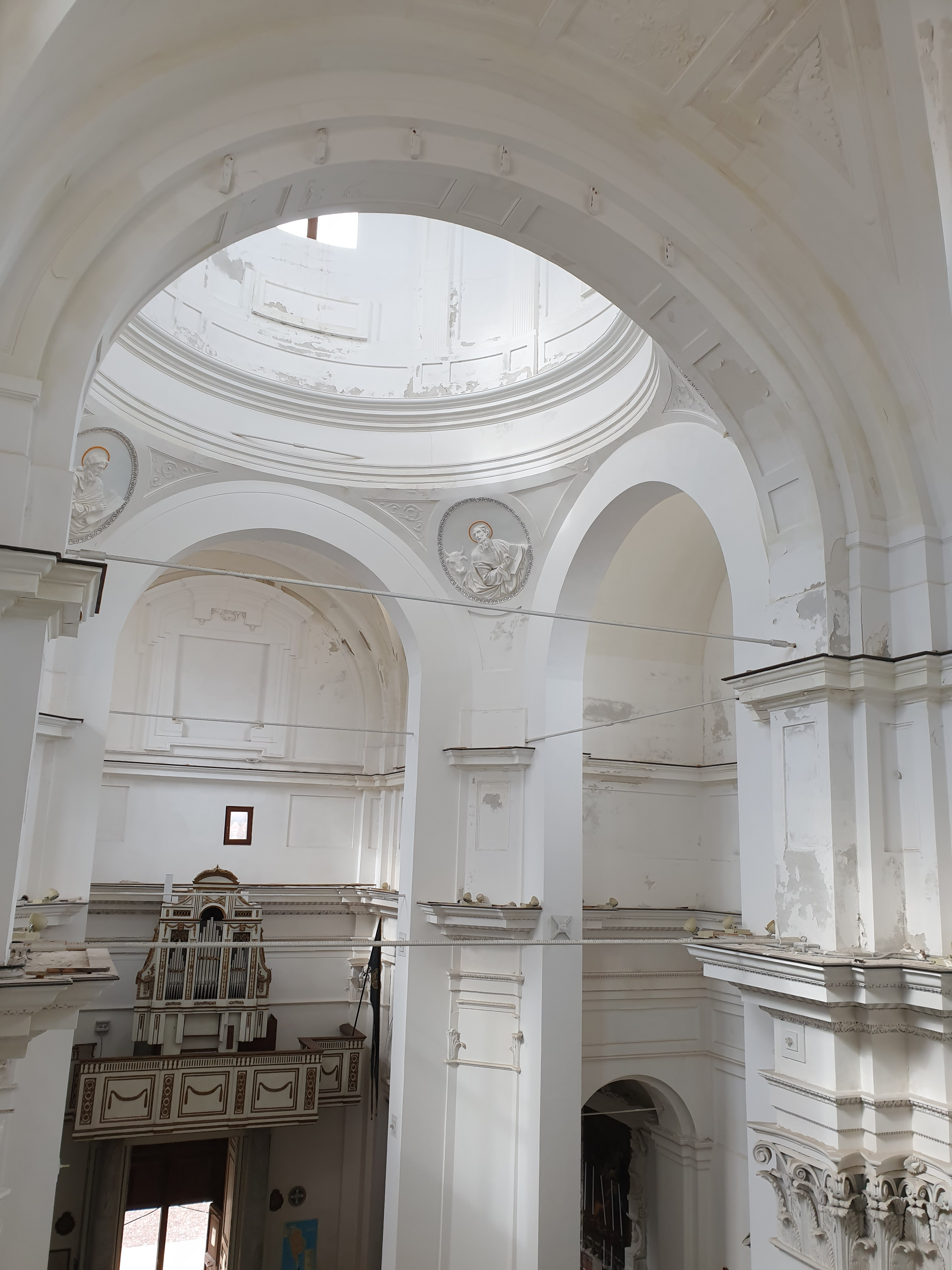
Cantoria della chiesa con l'organo a canne
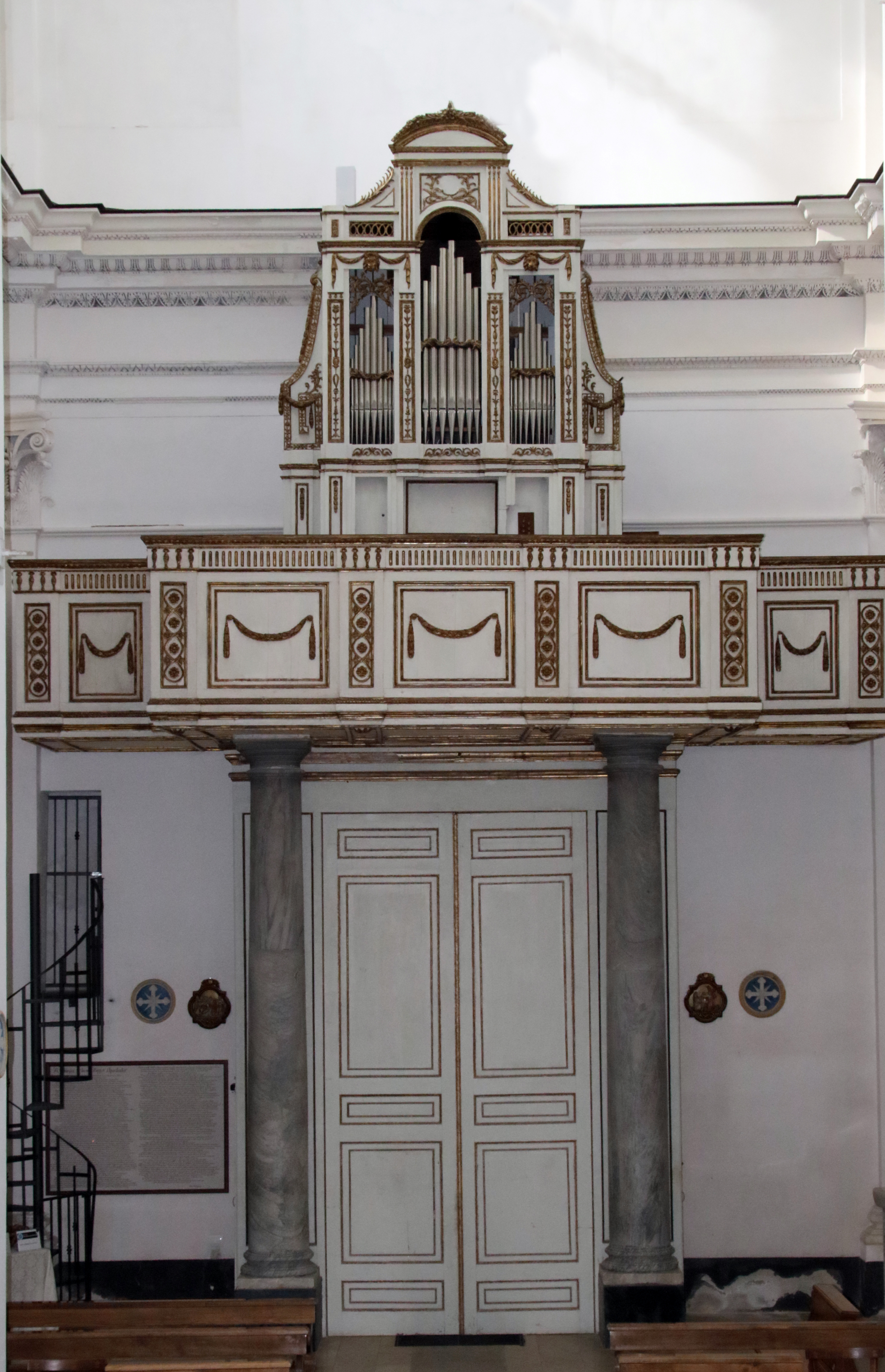
Organo a canne, cantoria e colonne romane nella chiesa di san Filippo Apostolo
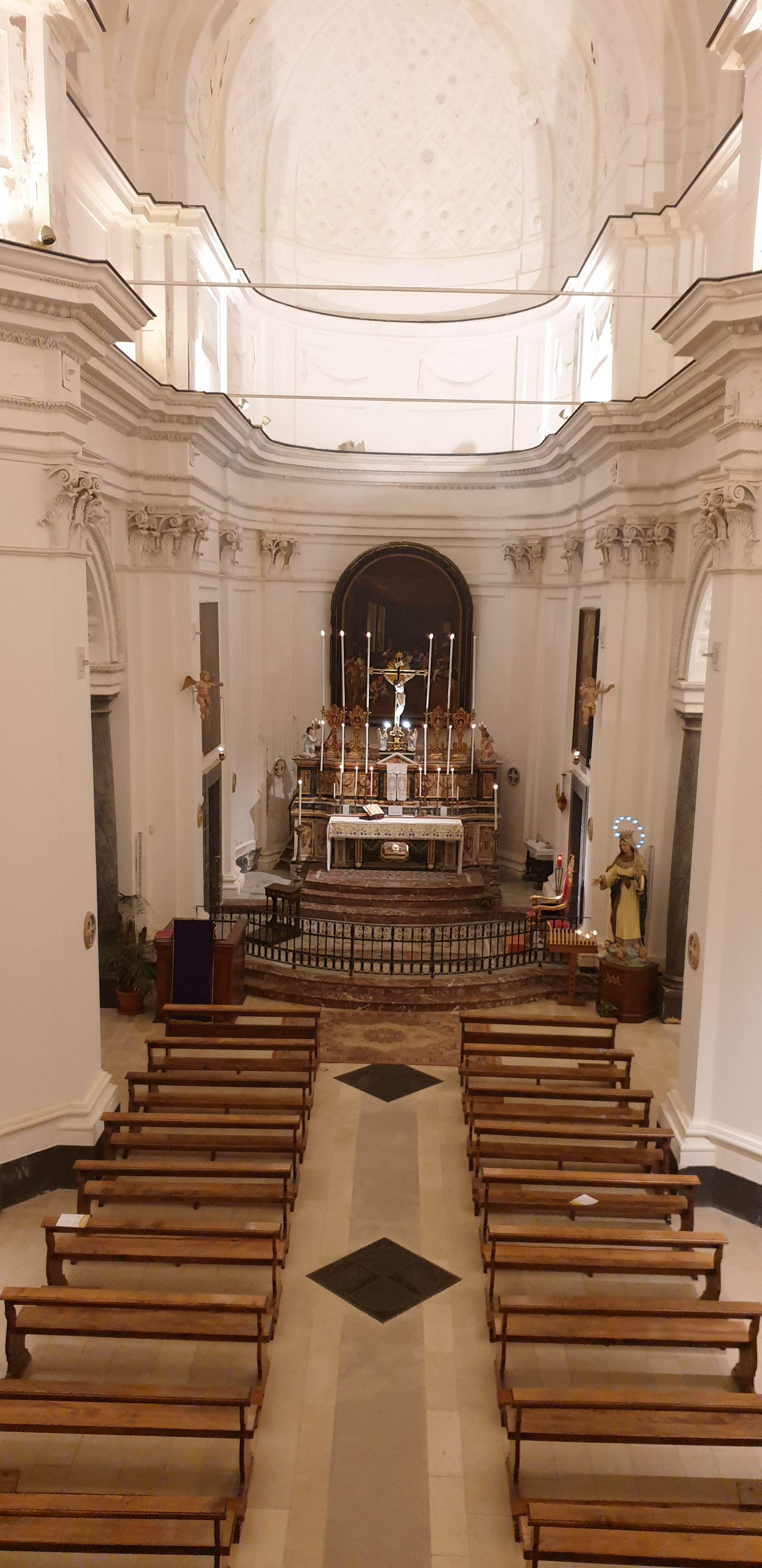
Veduta della chiesa dalla cantoria

### Navata sinistra
Percorrendo la navata sinistra della chiesa si incontra anzitutto la settecentesca tela di autore anonimo rappresentante la Sacra Famiglia con san Giovanni Battista, Zaccaria ed Elisabetta proveniente dalla chiesa di san Giovanni Battista. Sormonta il primo altare laterale la tela dedicata alle Anime Sante del Purgatorio, opera di anonimo del diciannovesimo secolo, sappiamo però che è stata commissionata da mons. Giuseppe Costa che ha voluto fosse posto nella tela una sua preghiera: "Josephi Costa sacerdotis pietas in purgantes ut pias habeat triumphantes" ossia "La pietà del sac. Giuseppe Costa per le anime purganti affinché tale pietà possa renderle trionfanti". Superando la porta laterale alla cui sommità un'iscrizione ci ricorda gli anni in cui la chiesa è stata consacrata e resa sacramentale (ad opera rispettivamente di mons. Trigona e papa Benedetto XIV) arriviamo al secondo altare laterale sul quale troneggia il Santissimo Crocifisso, opera anonima tardo seicentesca in cartapesta, esso ha sempre goduto di particolare venerazione ed è adoperato durante la Settimana Santa per il rito della discesa dalla Croce, al di sotto un piccolo simulacro in gesso raffigurante la Madonna delle Lacrime, opera coeva al prodigioso quadretto custodito nella Basilica Santuario a lei intitolata che versò lacrime veramente umane dal 29 agosto al 1º settembre 1953.

Navata sinistra
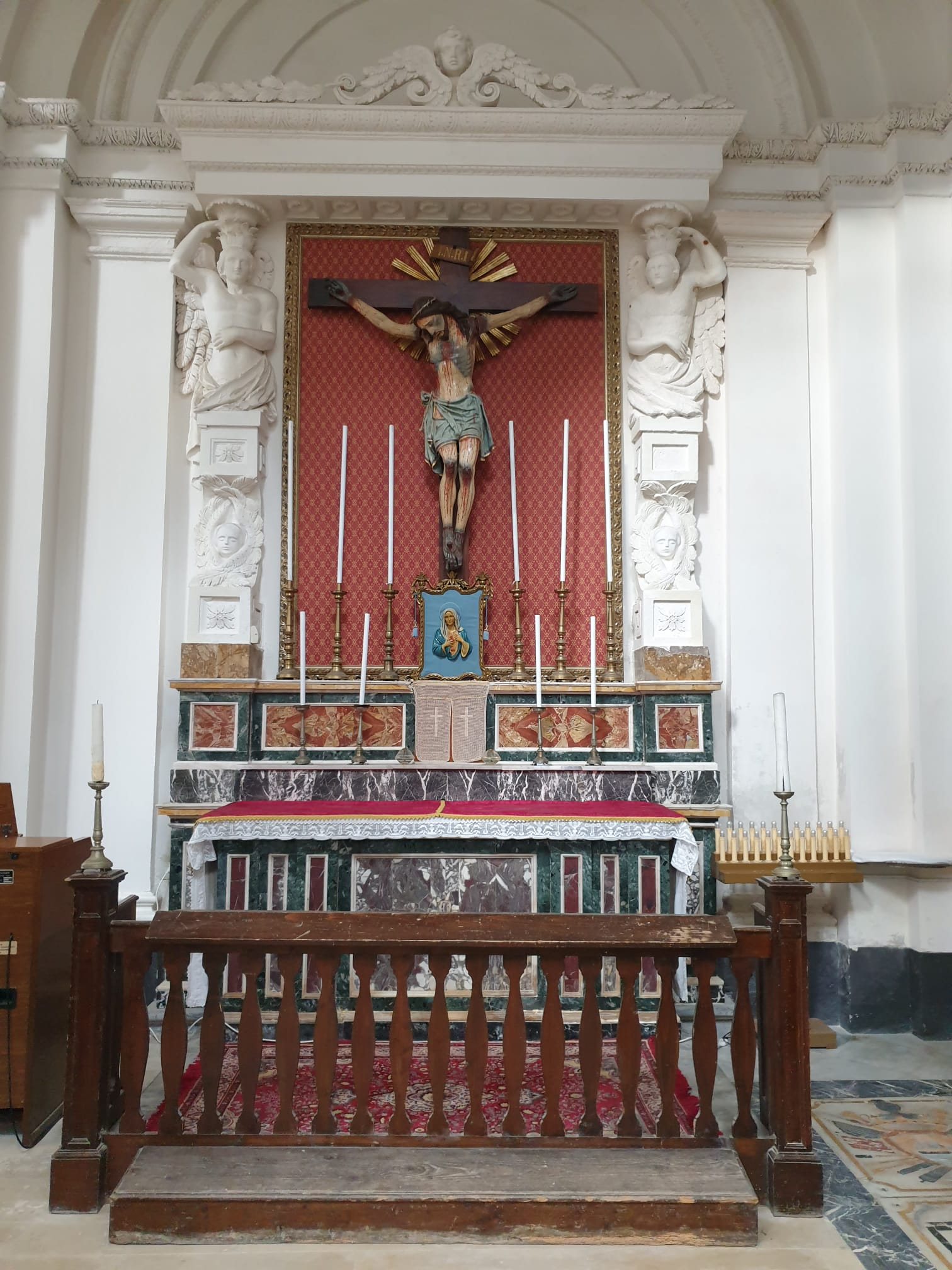
Altare del Ss.mo Crocifisso
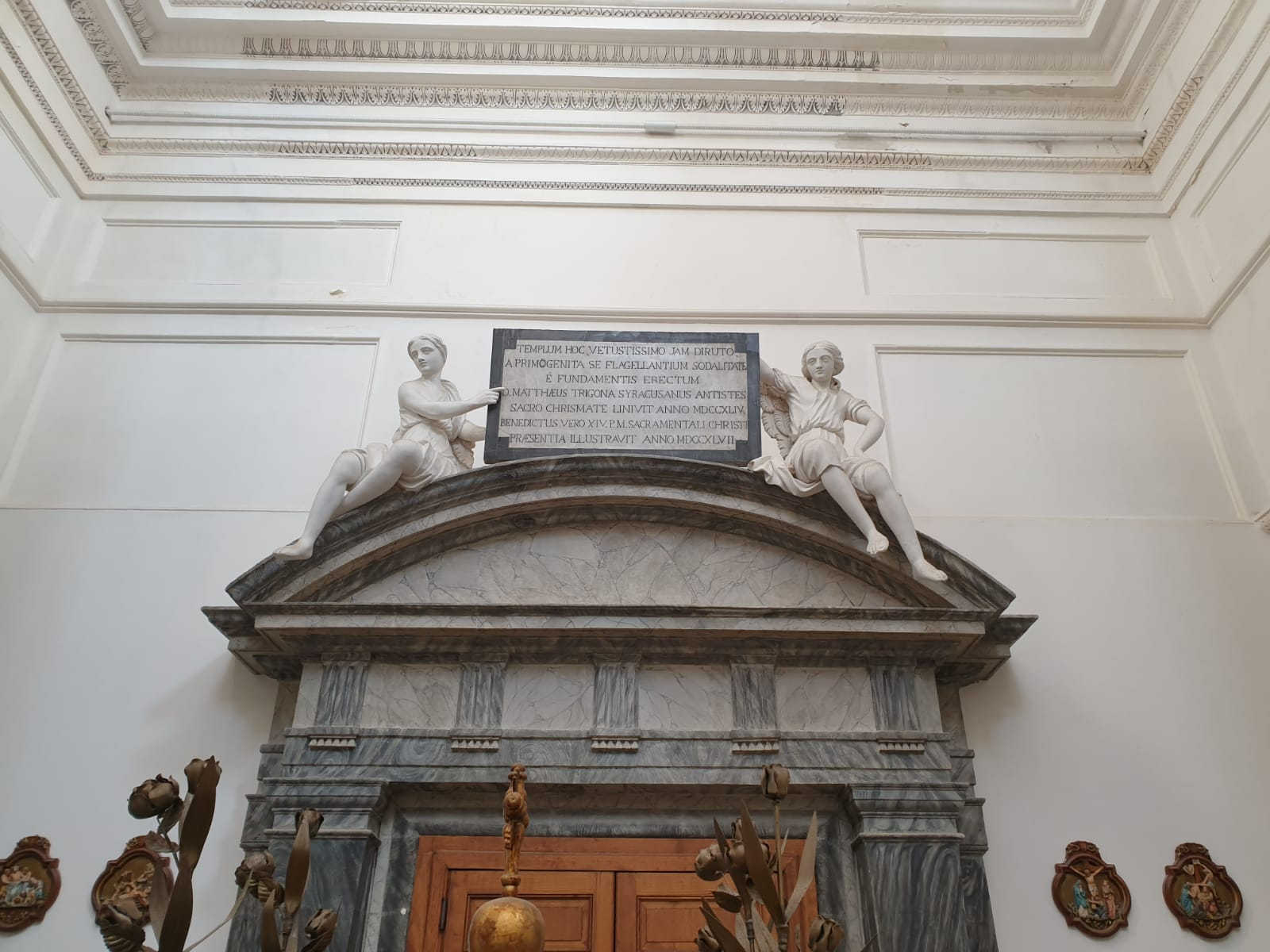
Portone laterale sinistro
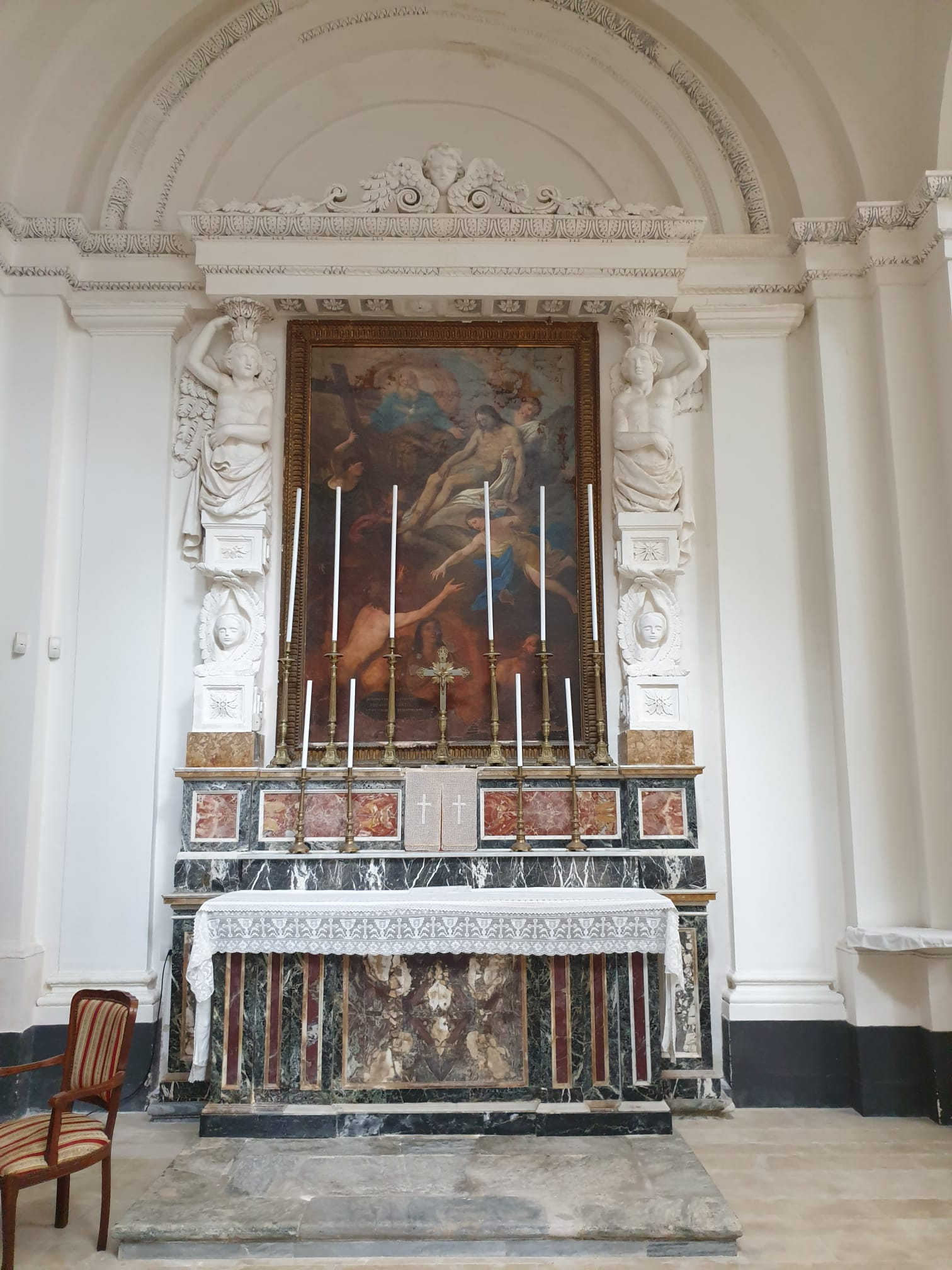
Altare delle Anime Sante del Purgatorio
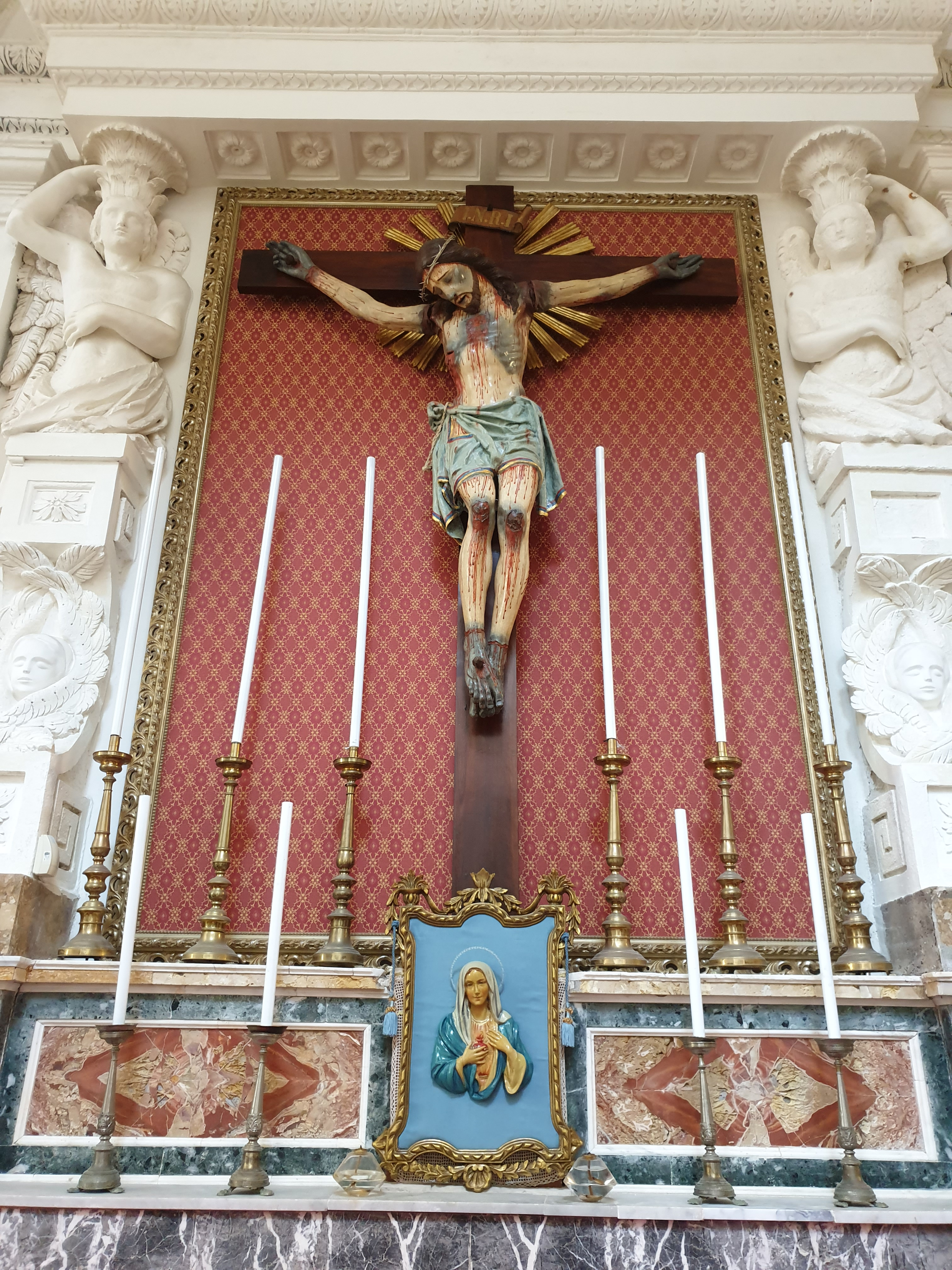
Crocifisso usato per la Scisa a Cruci il giorno del Venerdì Santo e quadretto della Madonna delle Lacrime

### Navata destra

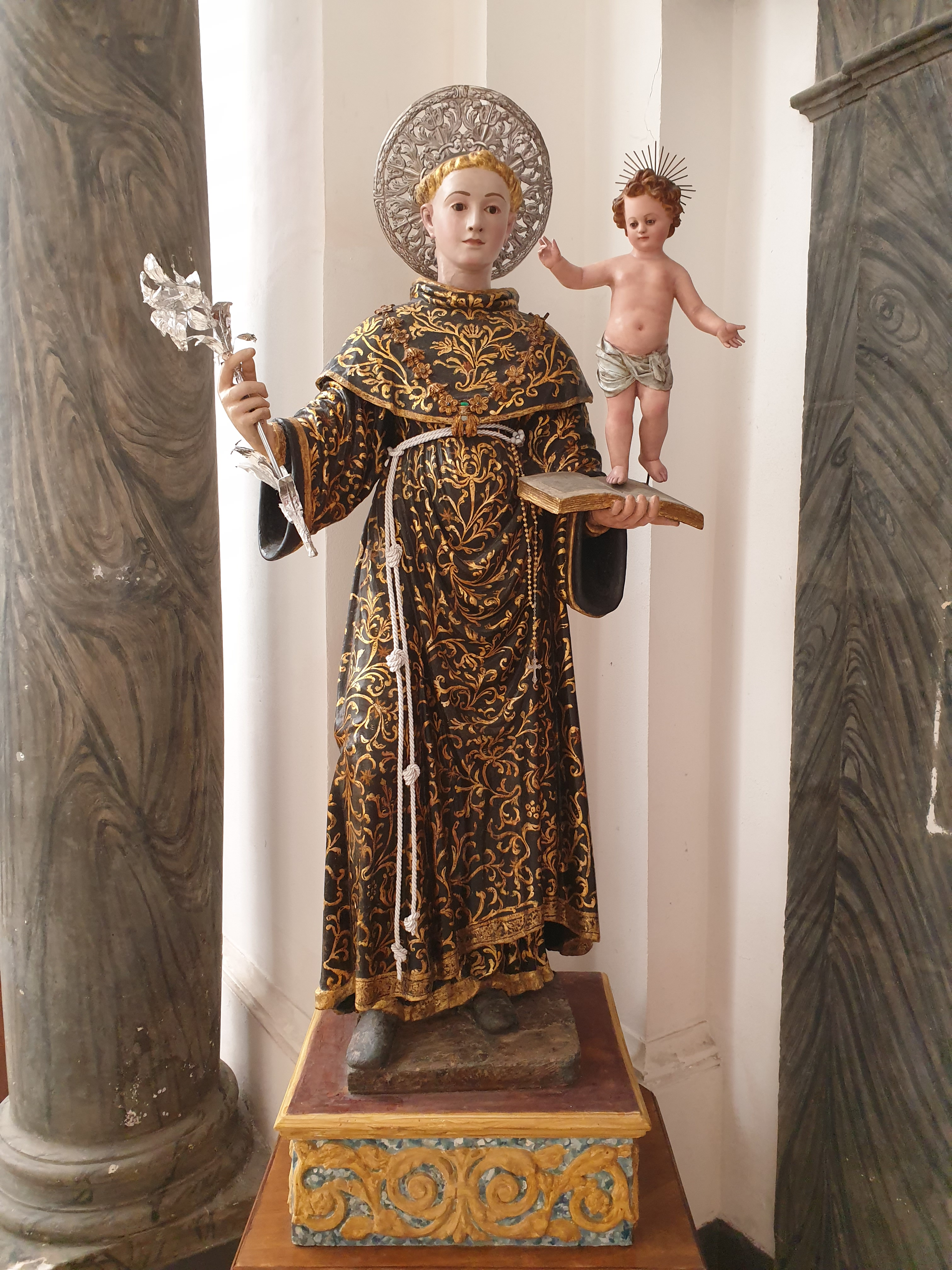
Simulacro di sant'Antonio nella navata destra

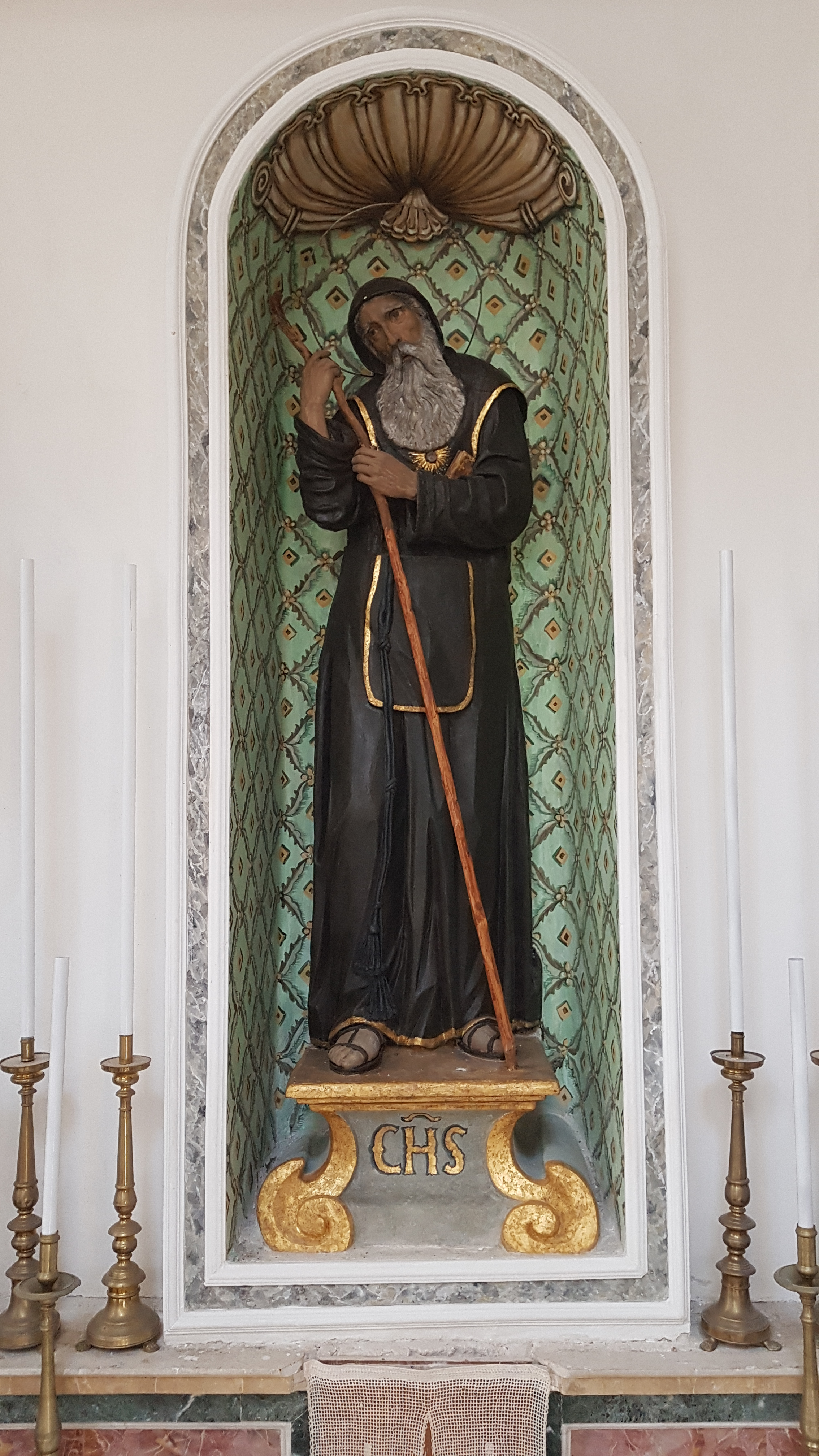
Mezzobusto in terracotta di san Francesco di Paola

Percorrendo la navata destra si incontra, sopra il moderno battistero (la chiesa è divenuta parrocchiale solo nel 2014), il grande quadro di sant'Antonio di Padova, opera di anonimo del diciottesimo secolo, proveniente dalla chiesa di san Giovanni Battista. Accanto si trova il primo altare laterale nel quale è posto il mezzobusto in terracotta di san Francesco di Paola opera di Vincenzo Gagini risalente al XVI secolo e proveniente dalla chiesa di san Francesco di Paola. Ha al centro una piccola reliquia del santo ed è installato su un prosieguo della statua realizzato con materiali di poco pregio. Il portone laterale destro ha alla sua sommità un'iscrizione che ci ricorda i lavori di rifacimento degli stucchi interni operato dall'Arciconfraternita a inizio 1800. Il secondo altare laterale è dedicato alla Madonna della Lettera. La tela, opera di Antonio Filocamo, mostra la riproduzione della Madonna della Lettera custodita nella Cattedrale di Messina. Sotto la tela della Madonna della Lettera è stato posta alla pubblica venerazione, nel mese di Dicembre 2022, una piccola tela del beato Giovanni Paolo I, opera dell'artista siracusano Sebastiano Bianchini. Vicino a questo altare si trovano due simulacri, il primo dedicato è il prezioso simulacro tardo quattrocentesco di sant'Antonio di Padova, proveniente dalla chiesa di san Giovanni Battista. Questa è senz'altro fra le opere più pregevoli presenti in chiesa. Il secondo è una pregevole scultura in cartapesta del diciottesimo secolo raffigurante il Signore Risorto. 

Navata destra
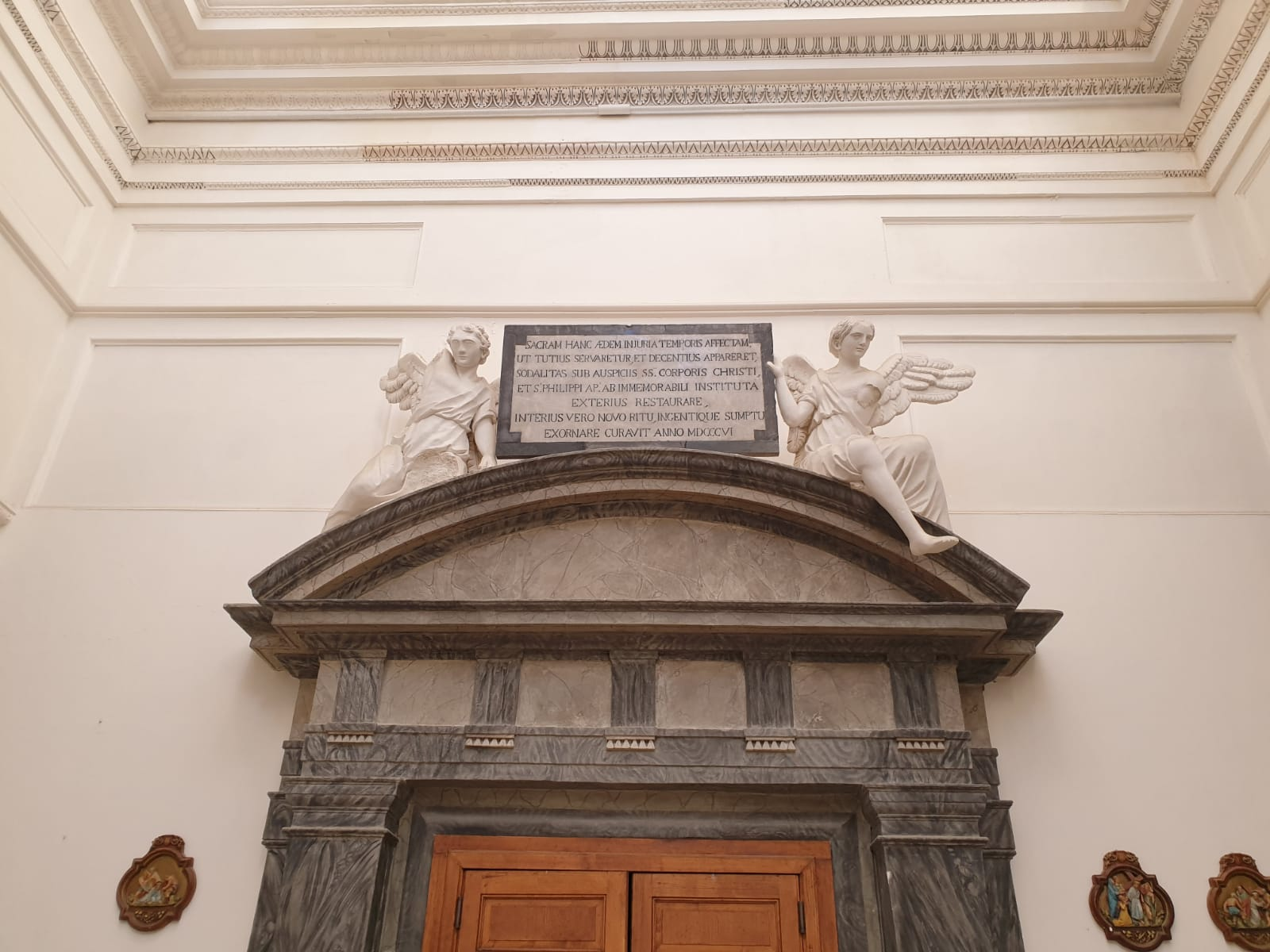
Portone laterale destro
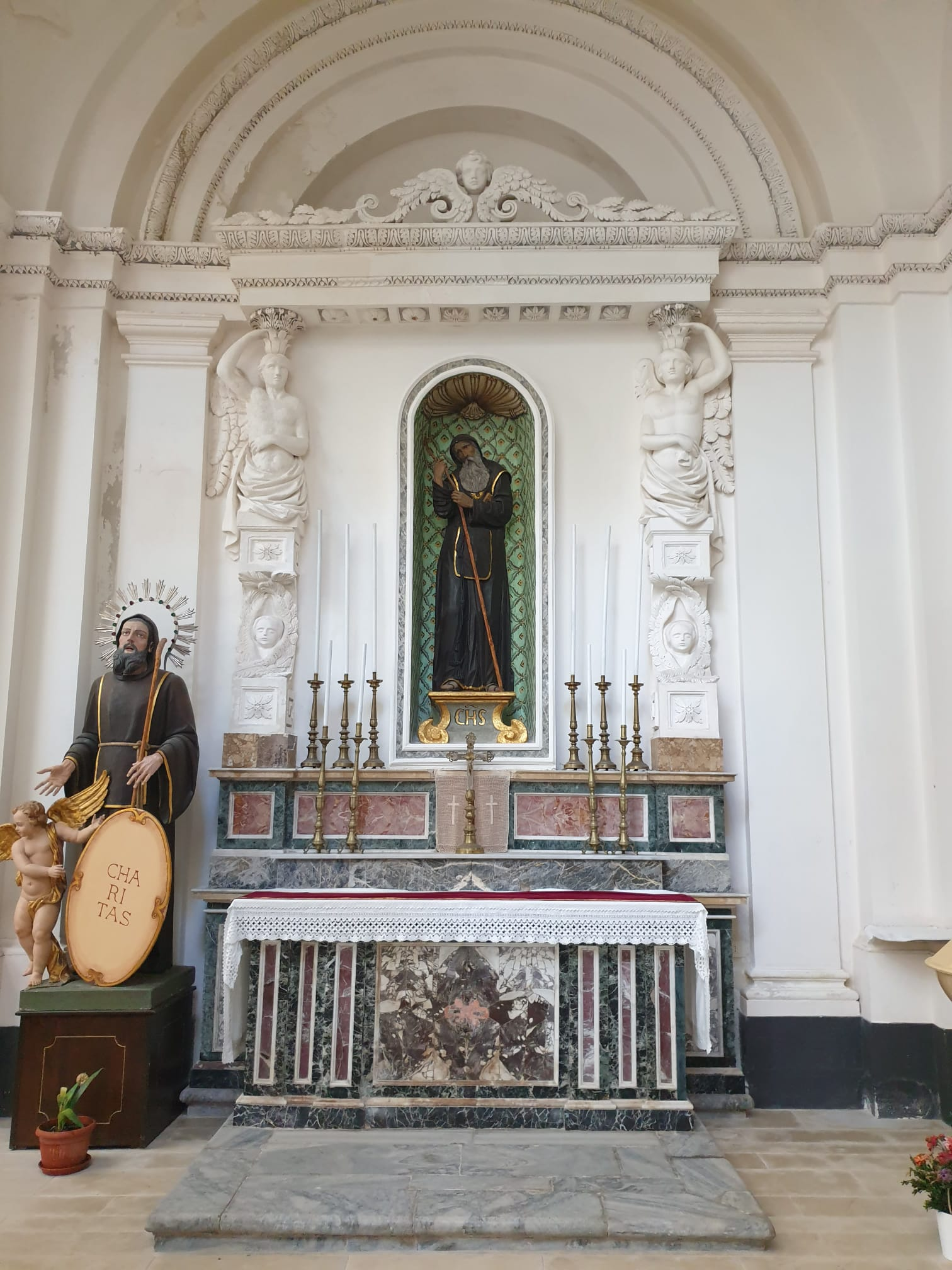
Altare di san Francesco di Paola

### Abside
Nell'abside si trova il monumentale altare maggiore notevolmente rinnovato sul finire del diciottesimo secolo secondo gli stili dell'epoca. Nel paliotto dell'altare maggiore spiccano le reliquie del beato frate domenicano Andrea Xueres. La pala d'altare è una tela cinquecentesca di autore anonimo raffigurante la scena evangelica della Lavanda dei Piedi. Ai lati si trovano una tela settecentesca raffigurante san Bartolomeo Trigona e una moderna tela novecentesca raffigurante santa Filomena. Ai lati dell'abside due angeli lignei di manifattura settecentesca sorreggono due lampade che vengono accese nelle maggiori solennità. Il crocifisso dell'altare maggiore è una pregevole scultura di cartapesta del diciottesimo secolo. Anch'esso, come il Crocifisso monumentale dell'altare minore ha le braccia snodabili. Poggia su una base lignea dipinta raffigurante l'Assunzione di Maria e due stemmi araldici.

Abside
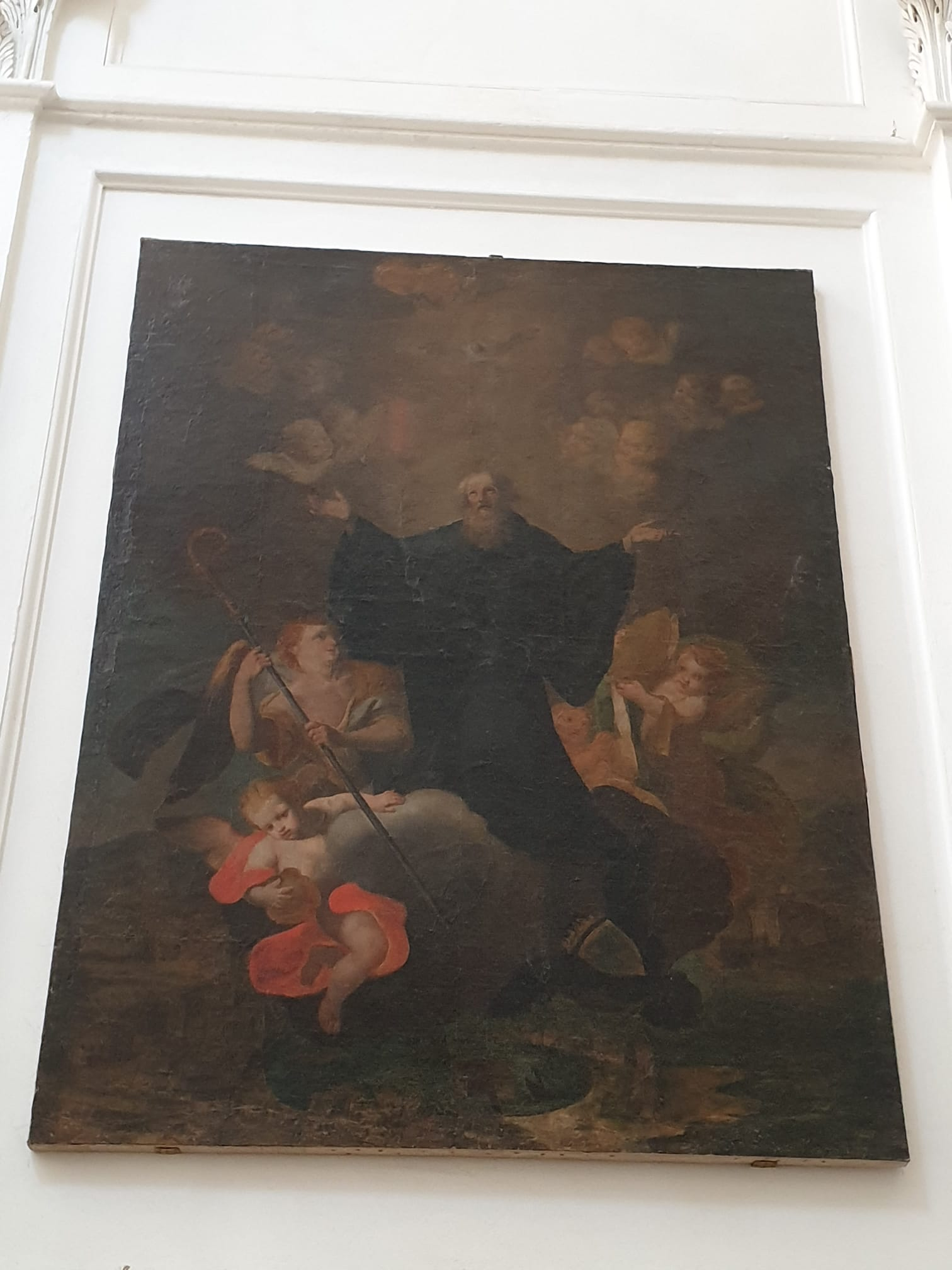
Tela di san Bartolomeo Trigona
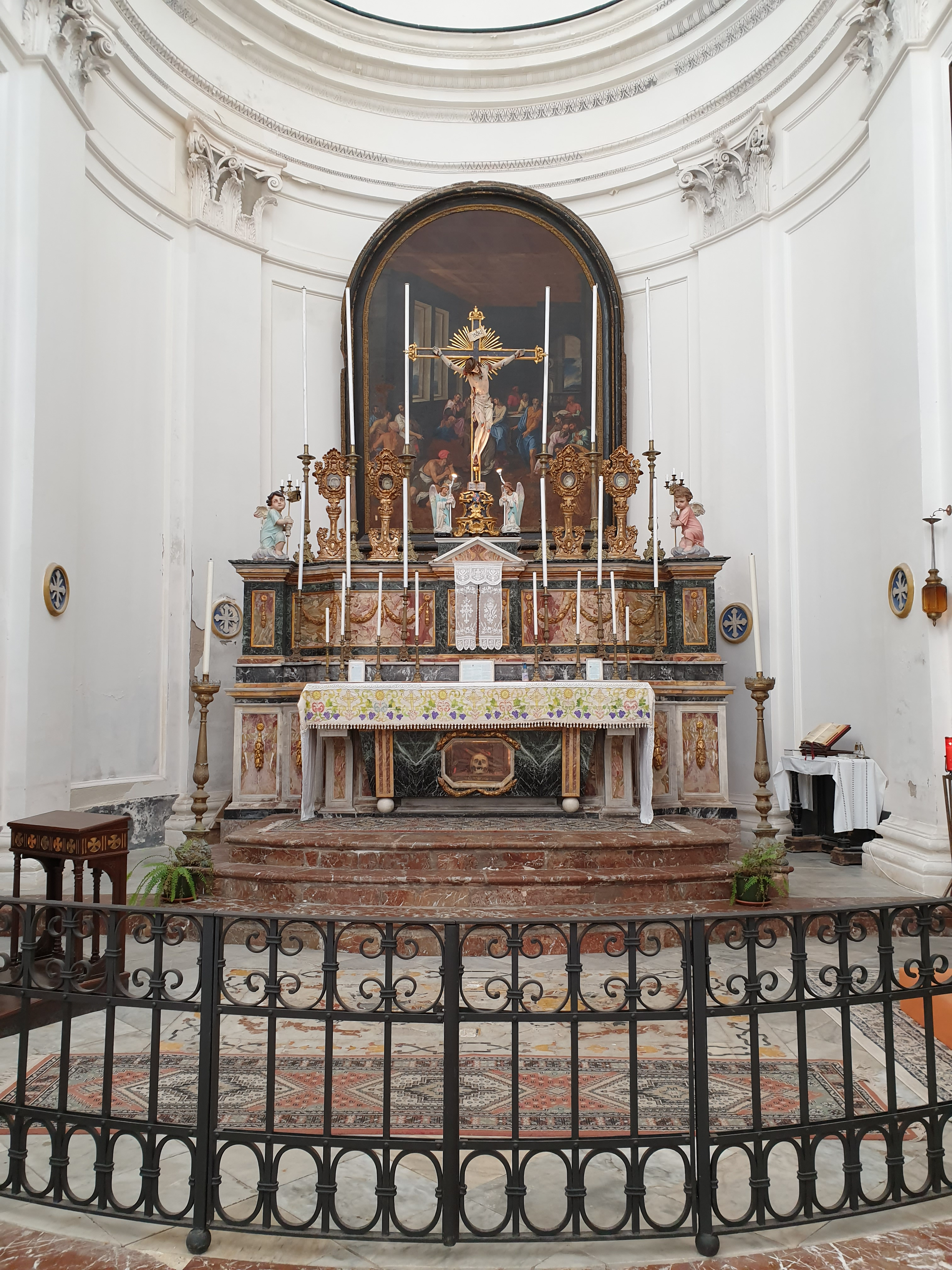
Presbiterio della chiesa
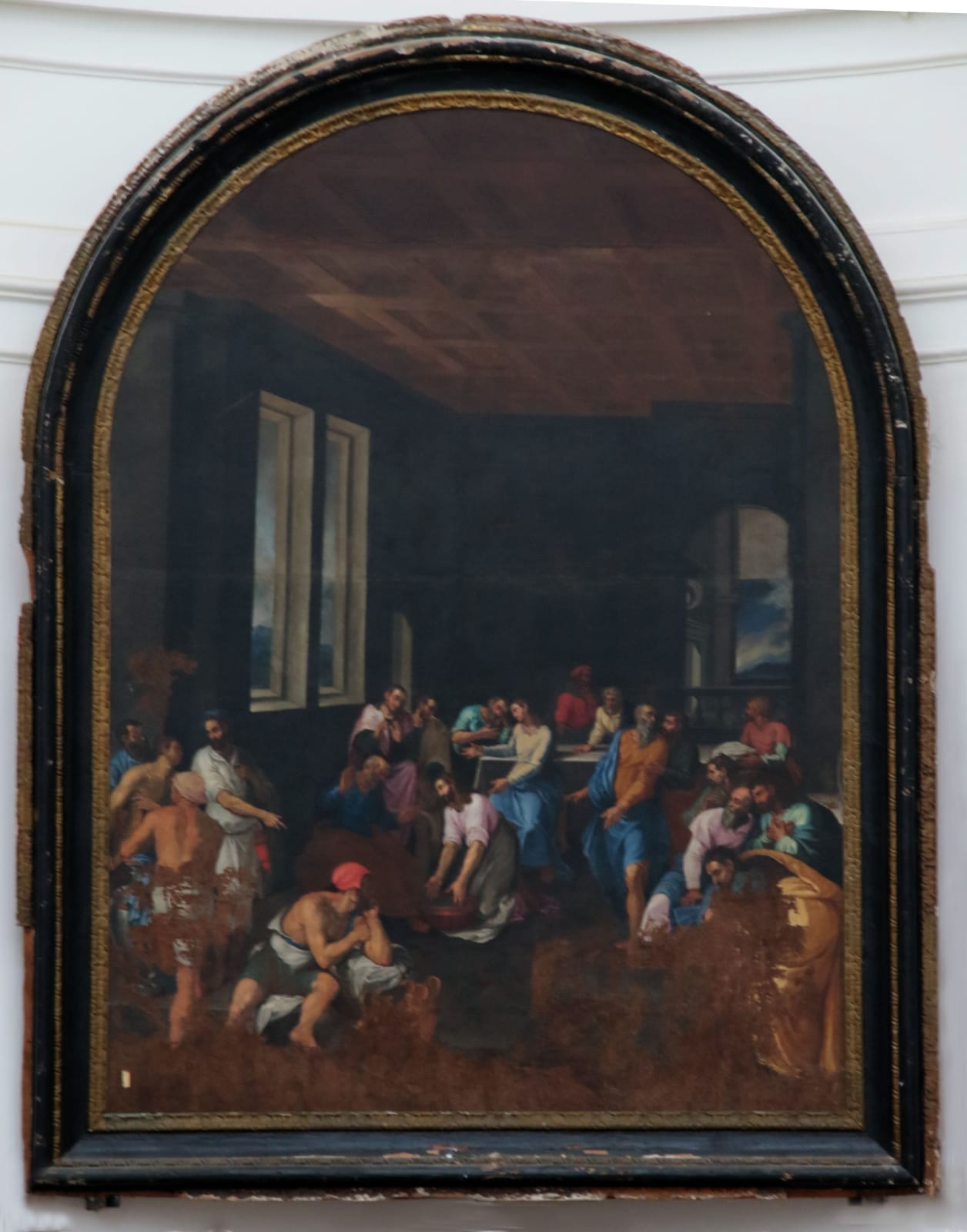
Tela della Lavanda dei Piedi
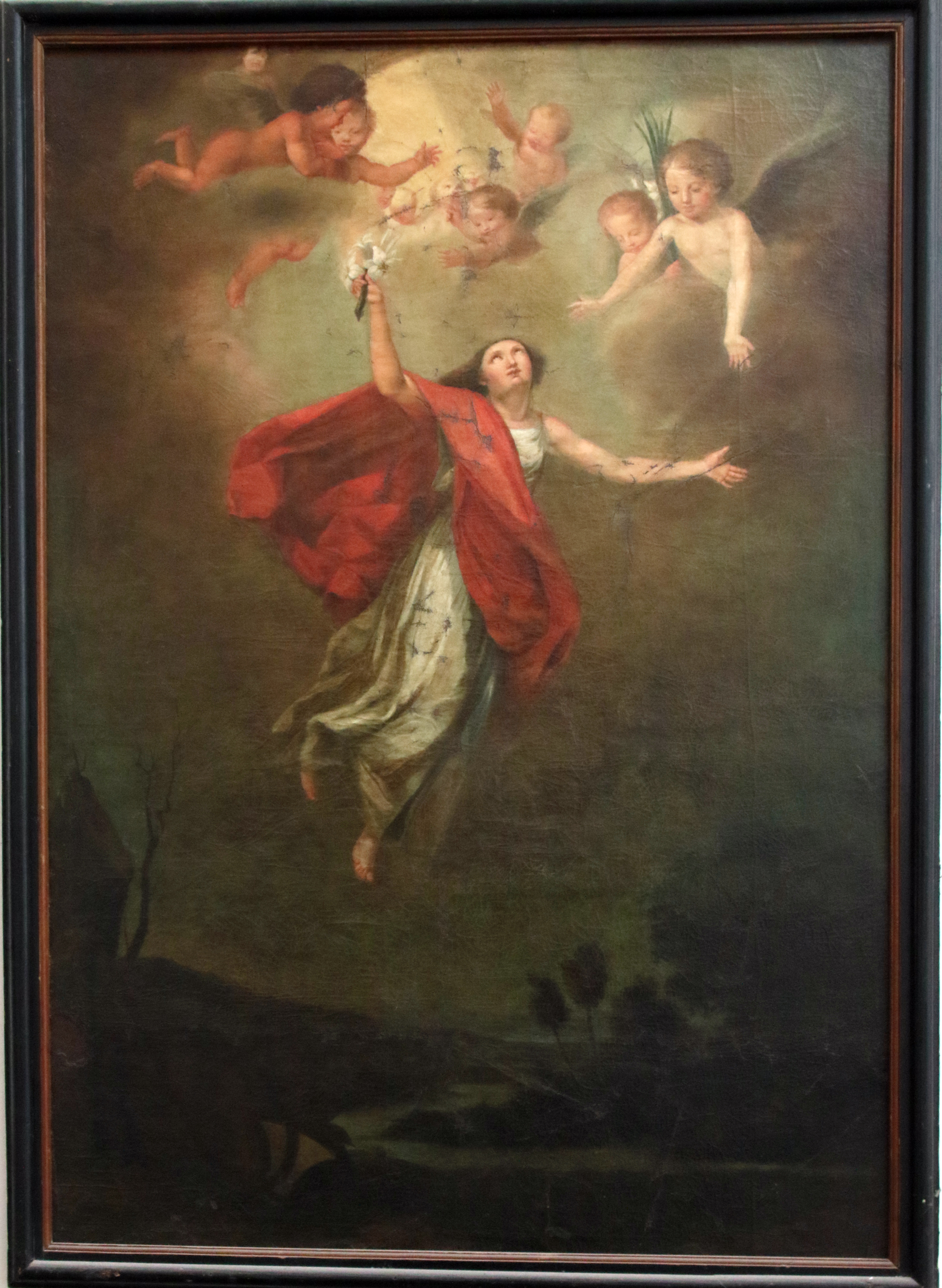
Tela di santa Filomena

### Cappella dell'Addolorata
La Cappella dell'Addolorata in san Filippo Apostolo ci rimanda a una delle pagine più tristi della storia della Chiesa in Italia, quella delle Leggi di eversione operate dal nascente stato italiano contro gli ordini religiosi che da esso furono soppressi fra il 1866 e il 1867. A Siracusa, fra i tanti, fu costretto a lasciare la chiesa e il convento anche l'Ordine degli agostiniani. Il priore, il P. Vincenzo Santoro, cercò accoglienza nella chiesa di san Filippo Apostolo e in essa innalzò un altare provvisorio fra gli altari delle Anime del Purgatorio e del Crocifisso ove collocò la statua della Vergine Santissima Addolorata. Ivi continuò a solennizzare i venerdì di quaresima in suo onore e fu trasferita la festa a lei dedicata nella prima Domenica di Passione. La promessa che il P. Santoro aveva fatto ai confrati filippini consisteva nella creazione, dentro la chiesa, di una Cappella in suo onore. Non si sa per quale ragione ma quasi vent'anni dopo ancora tale promessa non era stata mantenuta. Ciò causò la drastica decisione dell'Arcivescovo mons. La Vecchia che nel 1880 proibì al P. Santoro di continuare a celebrare entro san Filippo Apostolo e gli ingiunse di consegnare gli arredi sacri appartenenti alla ex chiesa di sant'Agostino e collegati in qualche modo al culto dell'Addolorata. Il culto alla Vergine Santissima Addolorata da quell'anno fu definitivamente trasferito all'Arciconfraternita di san Filippo Apostolo che, nel giro di un anno, il 1881, adoperò i locali a sinistra dell'abside, trasformandoli radicalmente e creando la Cappella che ad oggi è ancora visibile. Gli elementi lapidei e i marmi sono gli stessi che formavano l'altare presente nella ex chiesa di sant'Agostino.
La statua in cartapesta e paglia è opera di anonimo del XIX secolo e insieme al Crocifisso viene portata in processione il giorno del Venerdì Santo.
All'interno della Cappella, sul lato sinistro, si trova la riproduzione fotografica di una quattrocentesca tavola raffigurante la Madonna della Speranza proveniente dalla chiesa di san Giovanni Battista dove occupava il secondo altare laterale destro. In quella chiesa godeva di enorme venerazione. Era adornata di numerosissimi ex voto d'oro e argento e, nei secoli passati, era stata anche incoronata e arricchita di gioielli e pendagli ad attestazione pubblica della venerazione nutrita dai fedeli della parrocchia. Veniva portata in breve processione il giorno della sua festa, il 2 febbraio, e dal 1825, arde continuamente davanti a lei una lampada ad olio per promessa fatta dal Parroco di allora, mons. Sebastiano Brisciano. Tuttora i fedeli della Parrocchia continuano a venerarla con affetto e, anche se l'originale ora è temporaneamente in deposito, esposto al Museo di palazzo Bellomo, continua ad ardere la lampada perpetua in suo onore. La tavola in sé è di autore anonimo, secondo numerosi critici è sicuramente opera locale creata da un maestro principale di provenienza spagnola nella prima metà del quindicesimo secolo.

La Cappella dell'Addolorata e la Madonna della Speranza
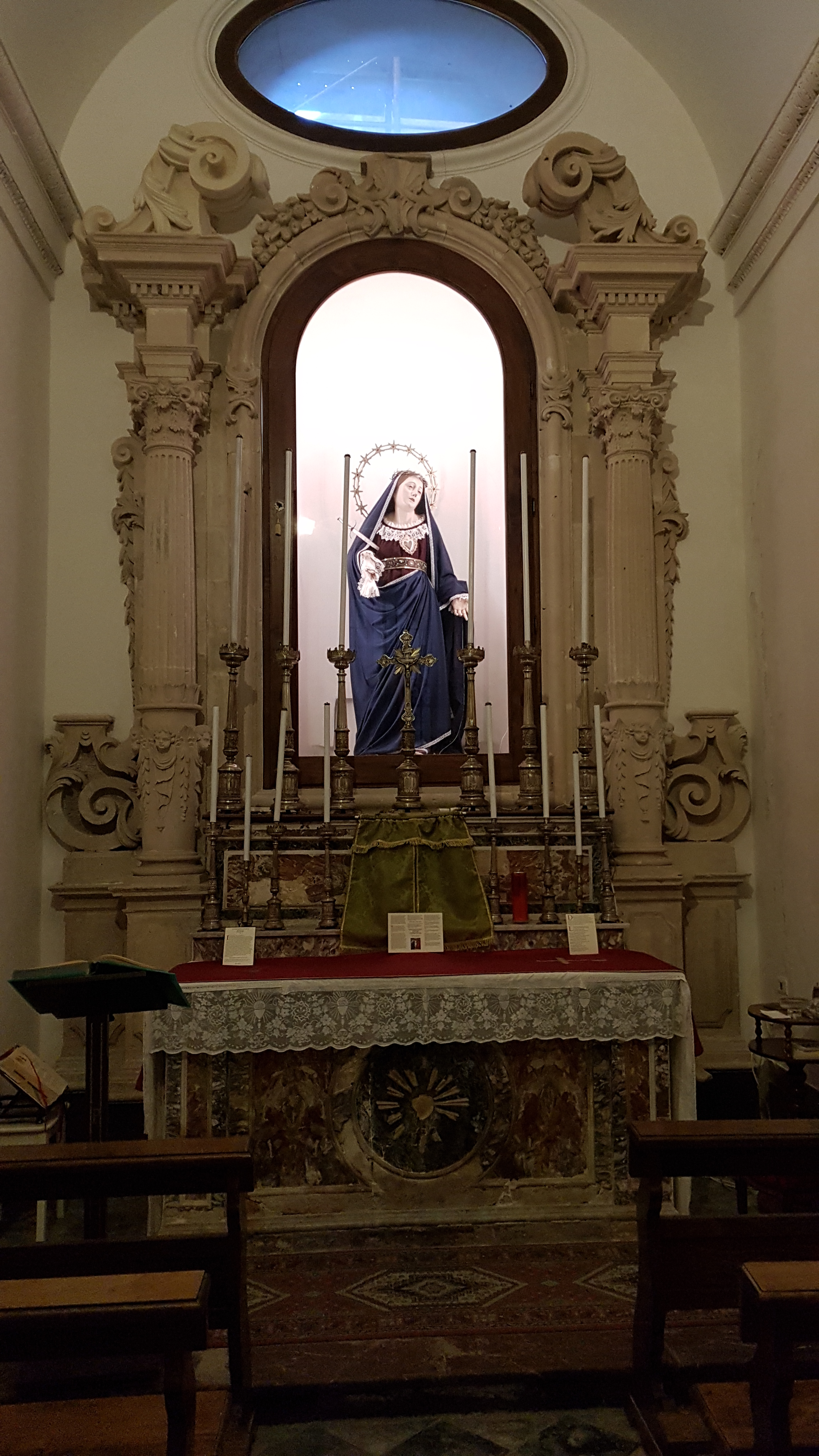
Cappella dell'Addolorata nella chiesa di san Filippo Apostolo
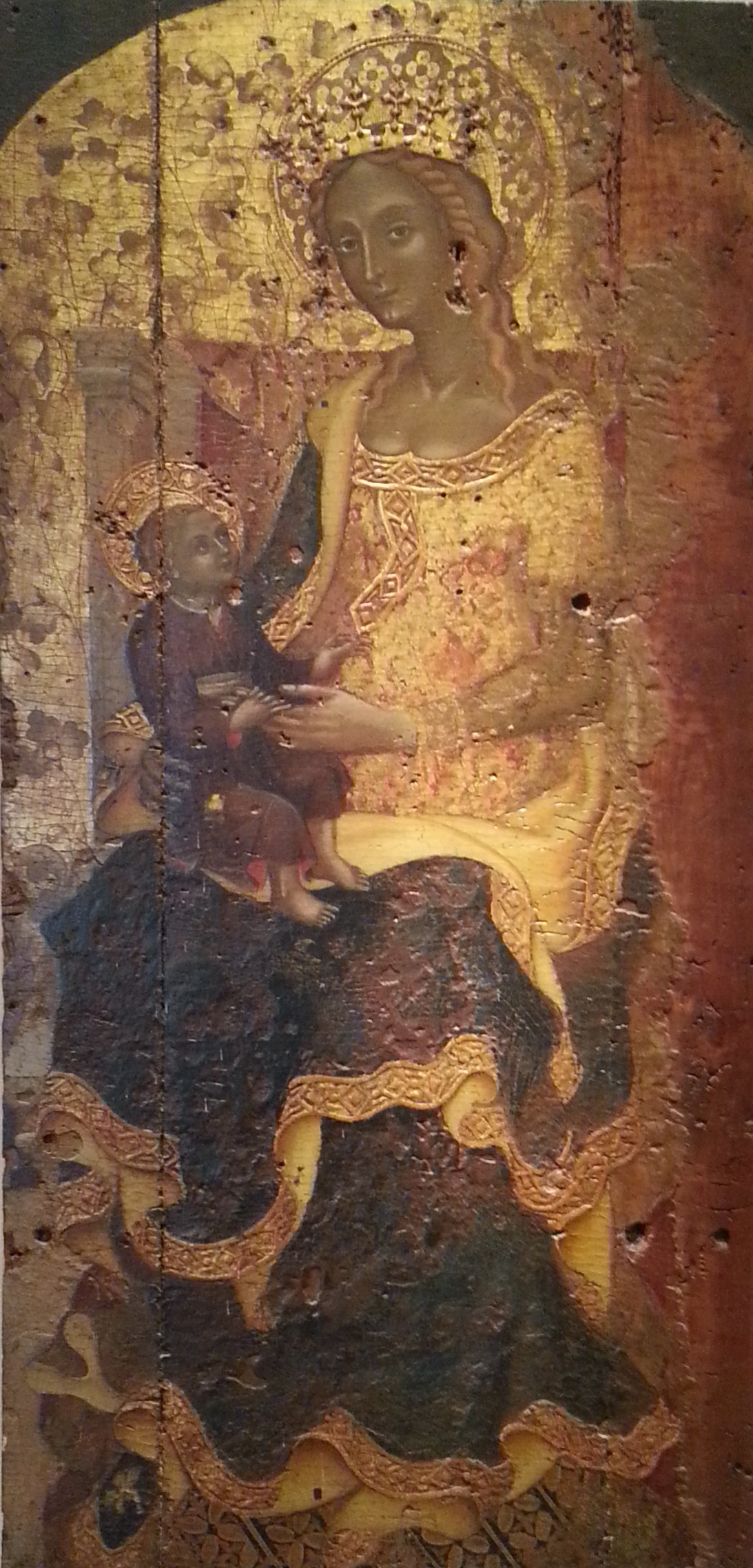
Tavola della Madonna della Speranza in deposito temporaneo al Museo Bellomo
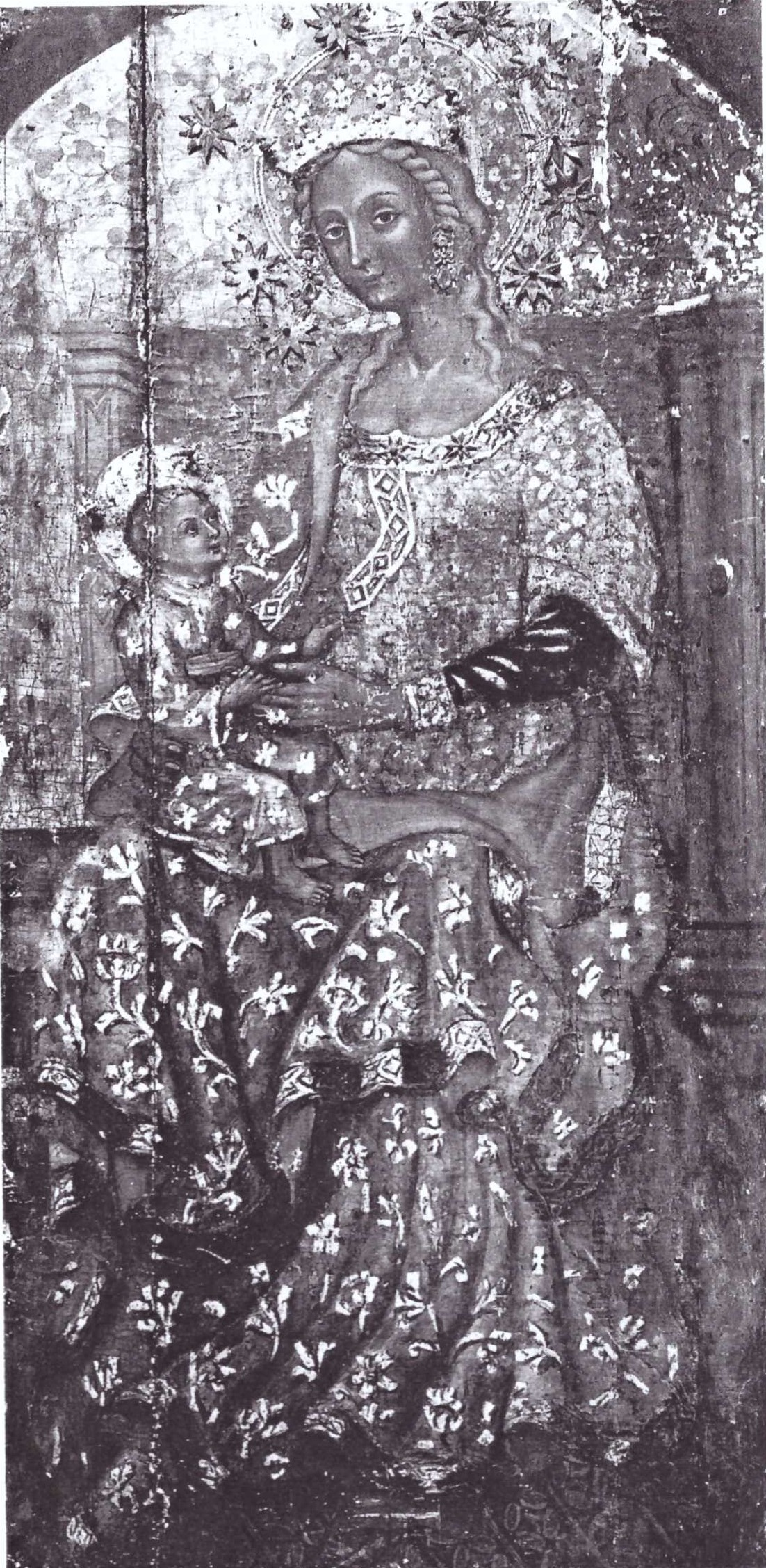
Madonna della Speranza prima del restauro con ancora addosso gli oggetti votivi

## Cripta
Immediatamente sotto la chiesa, accedendo dalla botola posta all'ingresso della stessa si trova una cripta con relativo ossario con schema tipico anche di altre cripte confraternali siracusane.
Tale cripta, divenuta una vera e propria cappella, è dotata di tre altari, uno maggiore e due minori, e due cappelle laterali. In essa sono presenti affreschi, databili fra il diciottesimo e il diciannovesimo secolo, raffiguranti il tema della morte, le quattordici stazioni della Via Crucis e, sull'altare maggiore, la pietosa scena della Deposizione del Signore nel Sepolcro. Tutti gli affreschi, purtroppo, sono in pessimo stato di conservazione.
Al suolo si trovano delle stelle in ceramica. È stato luogo di sepoltura dei componenti dell'arciconfraternita fin quando, agli inizi del diciannovesimo secolo, non è stata proibita la tumulazione entro le mura della città.
Da allora si è continuata ad adoperare per il deposito temporaneo dei cadaveri ed ora vi si celebra una volta l’anno nel giorno della Commemorazione di tutti i fedeli defunti.

La Cripta posta sotto la chiesa
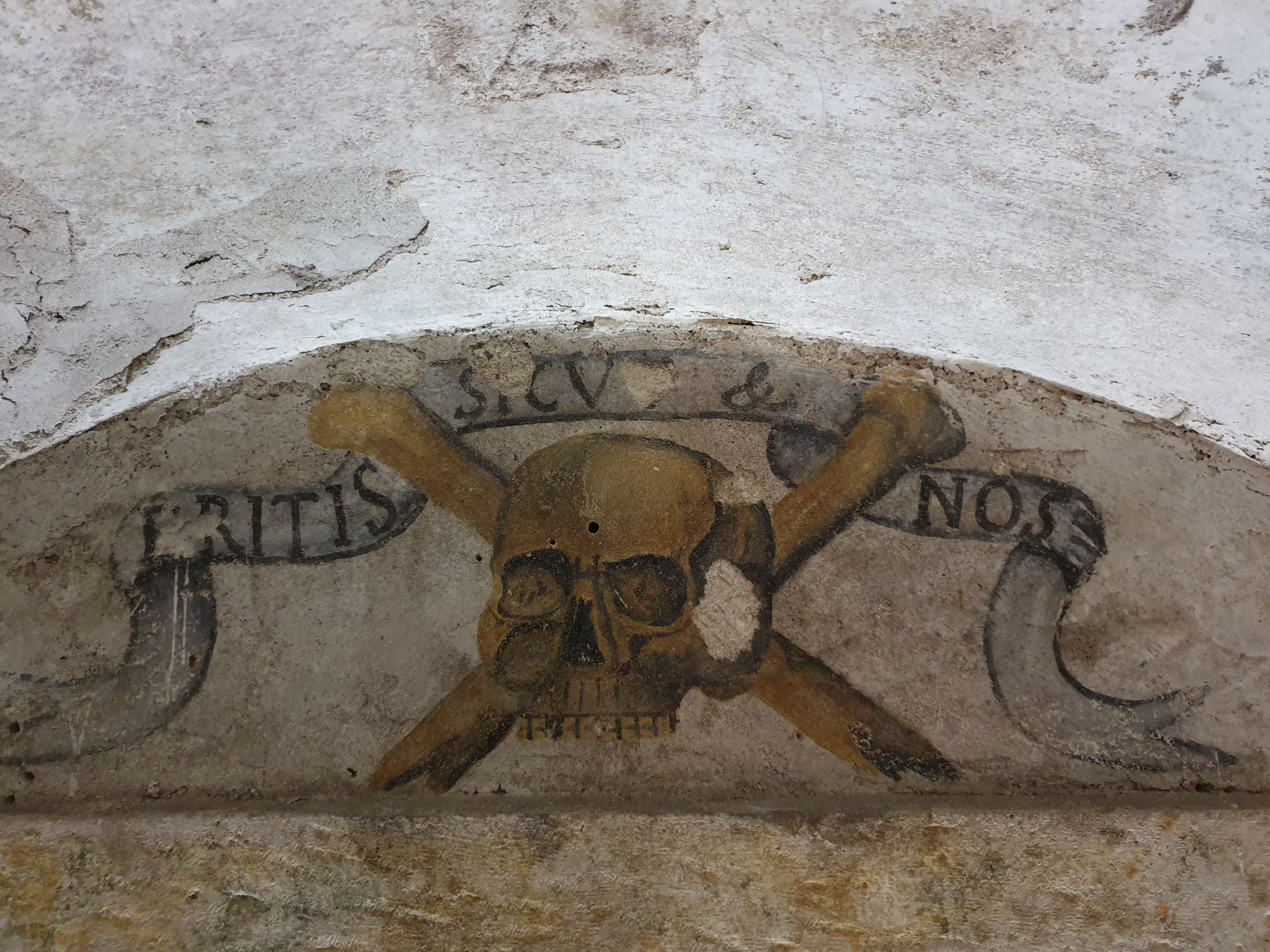
Affresco in cripta
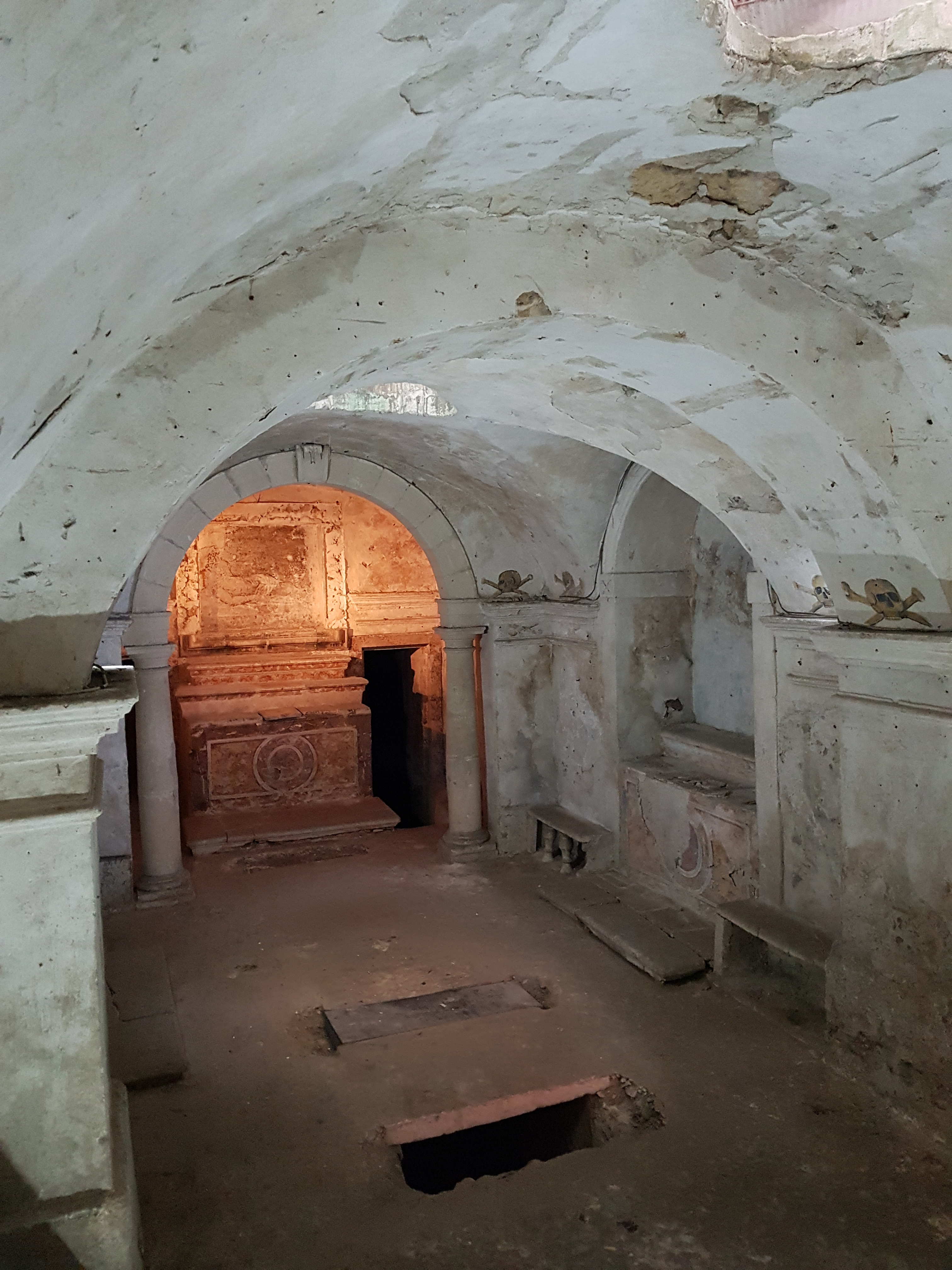
Cripta sotto la chiesa
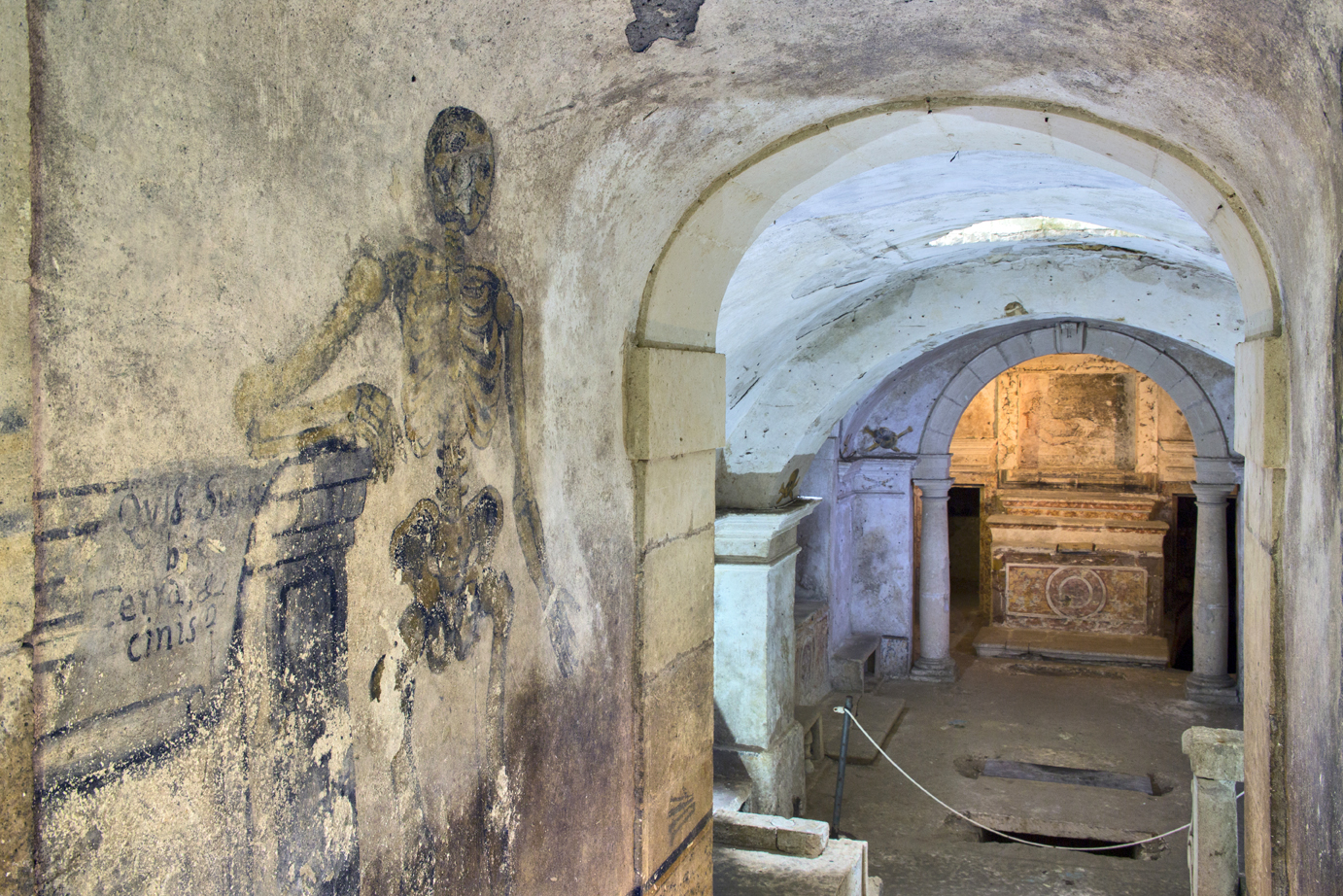
Particolare degli affreschi nella Cripta

## Miqweh
L’ultimo livello presente sotto la chiesa di san Filippo Apostolo è il più antico. Originariamente esso si attestava come edificio indipendente. Quando iniziarono i lavori per il rifacimento della chiesa del diciottesimo secolo, durante i lavori di avanzamento della facciata fu rinvenuta la scalinata che conduceva alla vasca rituale che fu identificata anzitutto dal sac. Capodieci come bagno ebraico.
Una delle ipotesi è quella di un luogo di utilizzo ebraico, di servizio alla sinagoga e, pertanto un bagno rituale (mikvah) similarmente ad un'altra struttura sotterranea realizzata a breve distanza nell'odierna via Alagona. Alcuni studiosi sono però in disaccordo con tale ipotesi e vi identificano piuttosto un battistero paleocristiano.
Una scala elicoidale circonda un albero centrale e conduce, alla base, a una vasca d'acqua di forma irregolare. Sembra probabile che la forma di tale struttura rifletta una storia in più fasi dell'installazione riscoperta da numerosi storici e annalisti fra il diciottesimo e il diciannovesimo secolo come afferma il professor Nobile in un suo recente studio. È verosimile che, nella sua prima forma, fu scavato come un semplice albero verticale e fungesse da normale pozzo. Nel suo secondo stadio, quando fu adattato per servire le esigenze della comunità ebraica come un bagno rituale, una scala a chiocciola fu scavata attorno al pozzo centrale, le finestre furono tagliate nel muro del pozzo e la base del vecchio pozzo fu ampliata in una camera destinata a contenere la vasca di immersione.
Esso condivide notevoli caratteristiche con i bagni ebraici medievali rinvenuti altrove in Europa e ancora accessibili. Essi si trovano in Germania, Francia, Spagna e Ungheria e, nella maggior parte dei casi, come l’installazione presente sotto la chiesa di san Filippo Apostolo, sono vasche d'acqua raggiungibili da gradini situate nel sottosuolo, in profondità, leggermente al di sotto della falda acquifera. In tutti questi bagni ebraici risalenti all'epoca medievale, una scala conduce dal livello del suolo direttamente alla vasca d’acqua sorgiva. Nel caso del mikvah posto sotto la chiesa di san Filippo Apostolo, la scala dal suolo conduce giù per diciotto metri fino alla vasca. mikva’ot posti molto in profondità sotto la superficie non sono rari e sono attestati da diverse ricerche archeologiche e si trovano, per esempio, oltre che a Siracusa anche a Offenburg, Colonia e Friedberg in Germania.
Lungo la tromba delle scale sono state realizzate delle finestre, anche questa caratteristica è condivisa con numerosi mikvah medievali europei. Esse avevano la funzione di favorire una maggiore illuminazione del sito a giovamento di chi praticava il rituale di immersione.
È anche possibile che consentissero alle donne assistenti di sorvegliare l'immersione delle donne che si immergevano in basso, come richiesto dalla legge rabbinica medievale.
Le su elencate caratteristiche dei mikvaʾot medievale, presenti nell'installazione sotto la chiesa di san Filippo Apostolo differenziano i bagni rituali ebraici dagli altri tipi di architettura sotterranea che si trovano comunemente in Europa come il normale pozzo o le concerie.
Nel 2019, a seguito anche della scoperta di una iscrizione ebraica nei pressi della vasca del mikvah, si è svolto a Palazzo Vermexio un importante convegno curato dall'Istituto Superiore di Scienze Religiose San Metodio di Siracusa tenuto dal rabbino Yonatan Adler e dalla dott.ssa Nadia Zeldes nel quale gli studiosi hanno sostenuto che tale sito è da ritenersi effettivamente un bagno rituale ebraico. Gli studi sono ad stati pubblicati sulla Revue de études juives al numero 180, edizione 1-2.
Un'ipotesi minore vi identifica un battistero cristiano che poteva attingere la pura acqua sorgiva presente naturalmente nel luogo:L’ipotesi più probabile è che l'area che sarebbe diventata quartiere ebraico o giudecca ospitasse già al suo interno una chiesetta ipogeica paleo-cristiana con pozzo-vasca battesimale risalente al periodo delle persecuzioni, su cui sarebbe sorta in epoca di pace una chiesetta dedicata al santo apostolo. Questo spiegherebbe la stranezza, rilevata da molti, di una chiesa nel cuore del quartiere ebraico.
Tale ipotesi è stata presto considerata insostenibile in quanto in epoca di persecuzioni nessuna presenza cristiana è attestata nell'isola, nemmeno nei luoghi ipogei della stessa che non sono mai stati catacombe. Nessun battesimo per immersione è stato mai celebrato e quando, all'epoca del vescovo san Zosimo, i cristiani hanno ottenuto il permesso di edificare i luoghi di culto nell'isola, il battesimo era già celebrato per infusione. Il dibattito tra gli studiosi, tuttavia, è ancora aperto e fonte di sprone per una maggiore conoscenza del patrimonio culturale siracusano. 

Galleria di foto del mikvah
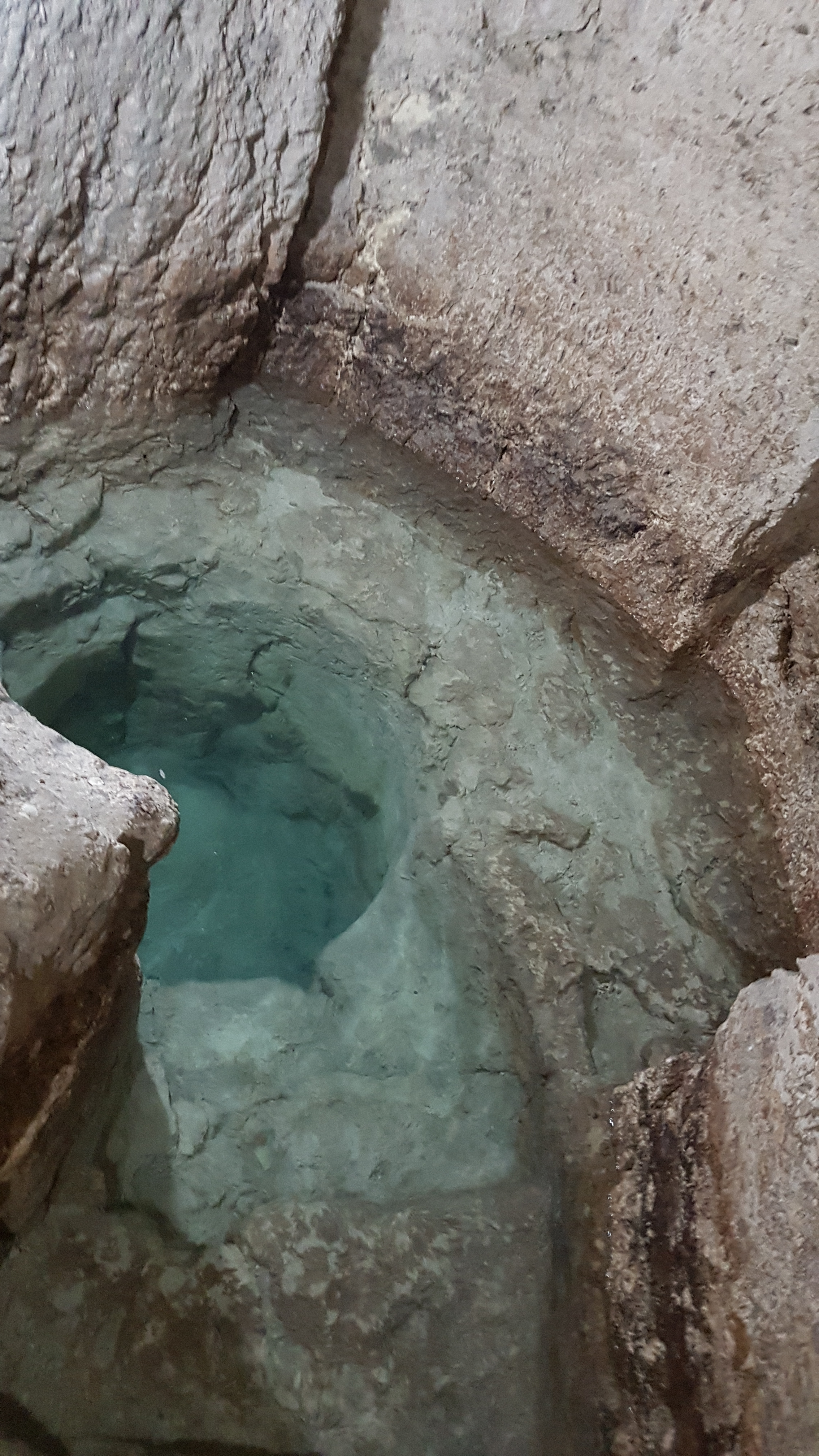
Mikvah sotto la chiesa
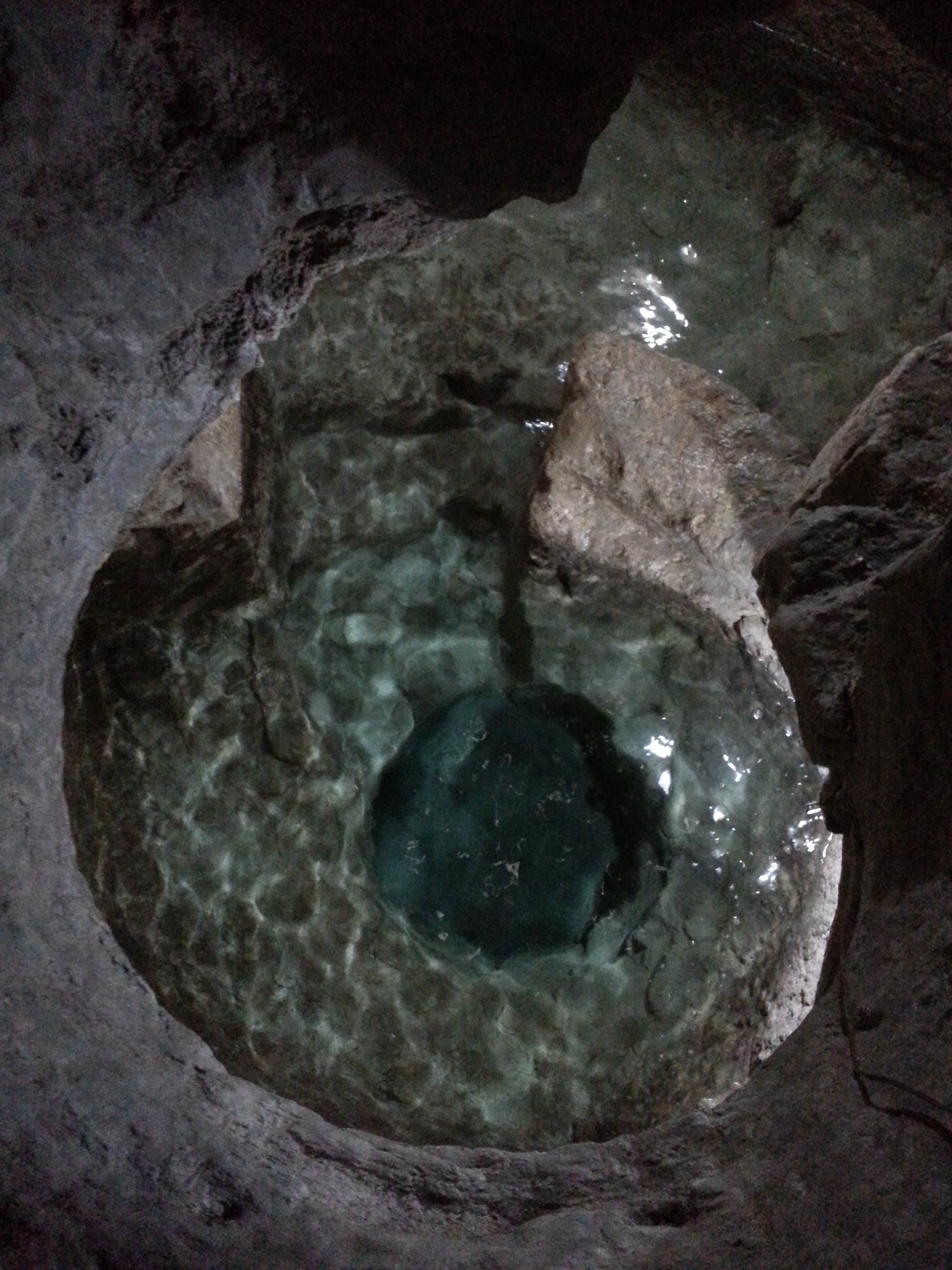
Altra immagine del mikvah
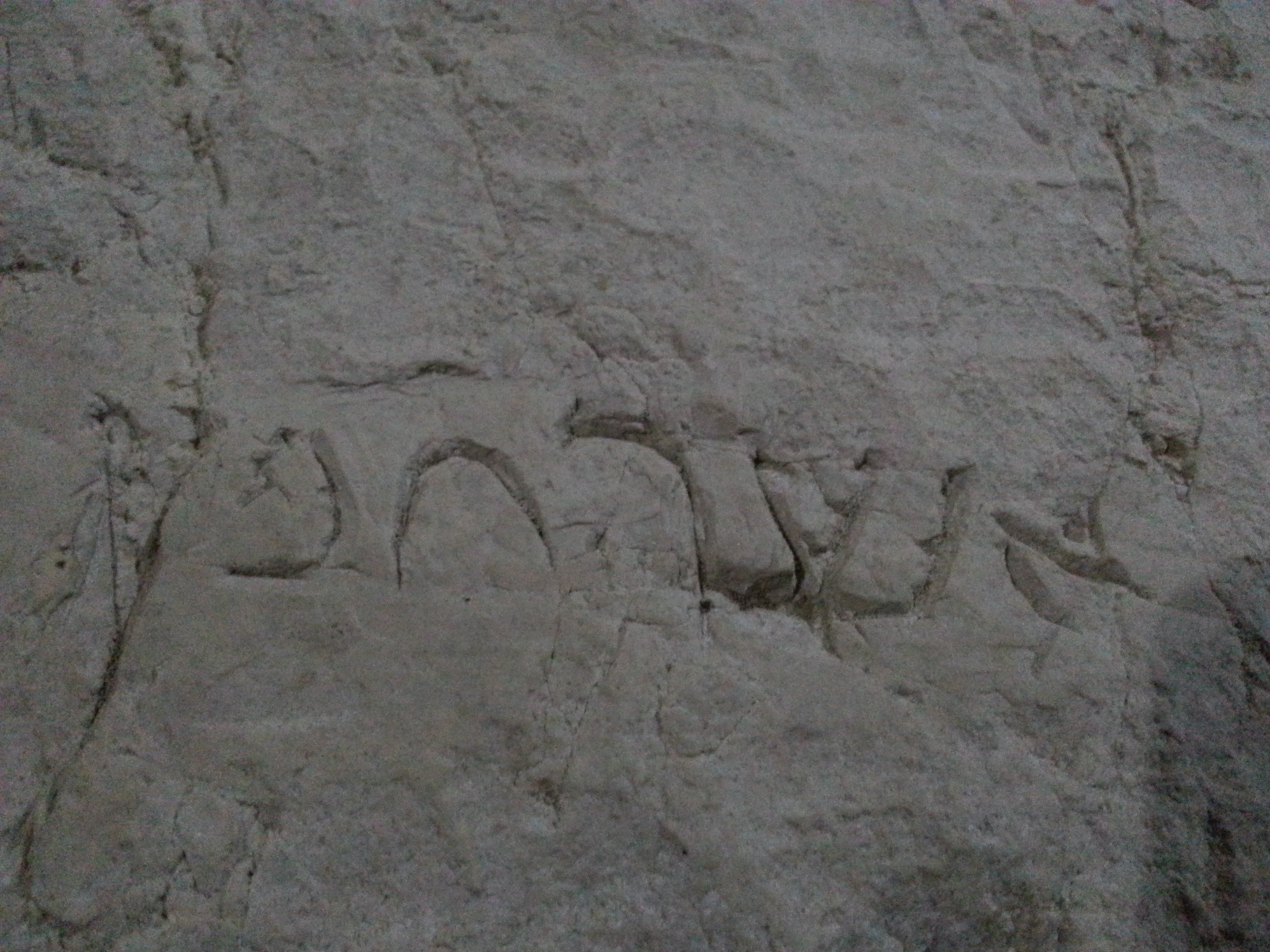
Iscrizione ebraica nei pressi della vasca
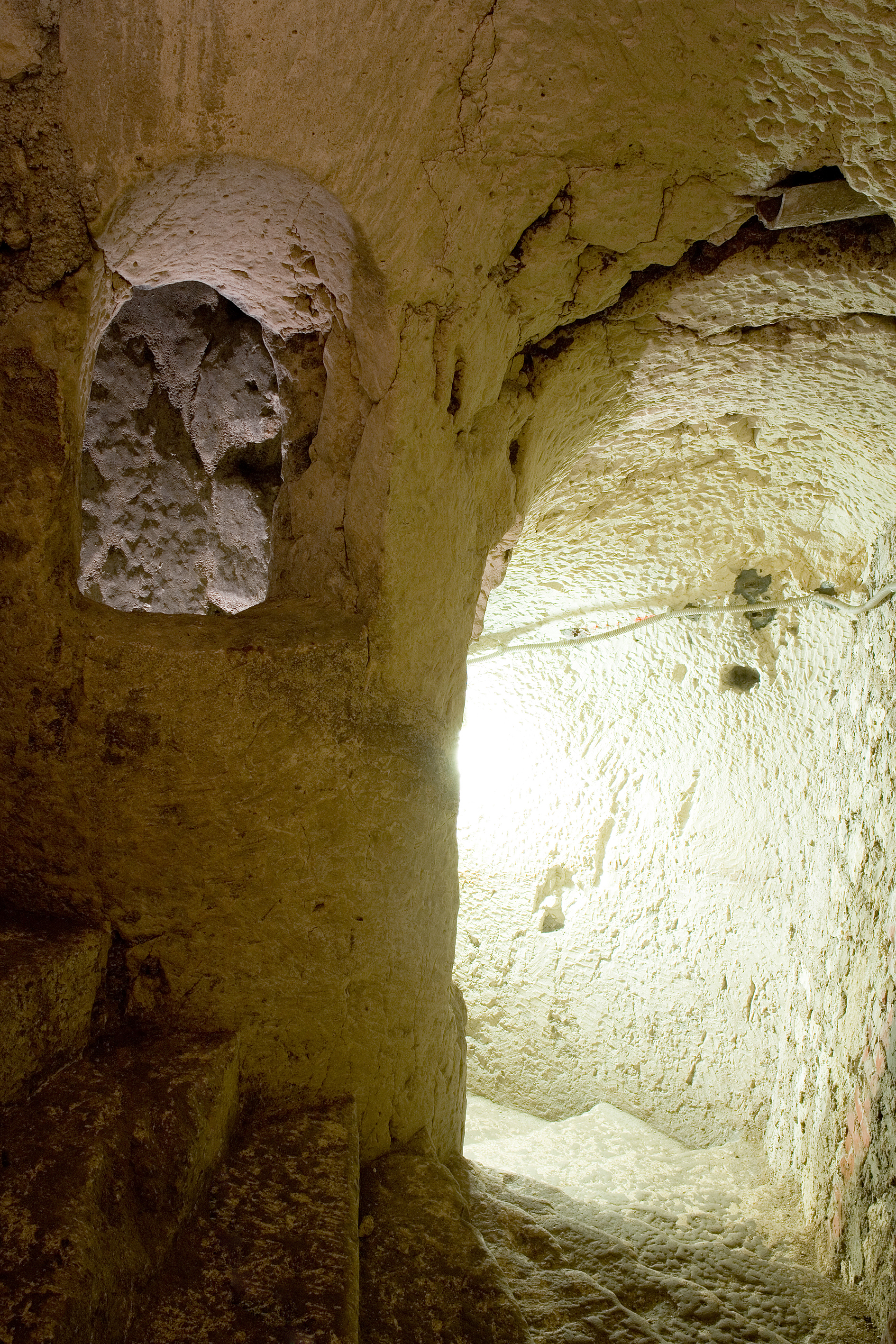
Scala del Bagno Ebraico sotto la chiesa di san Filippo Apostolo
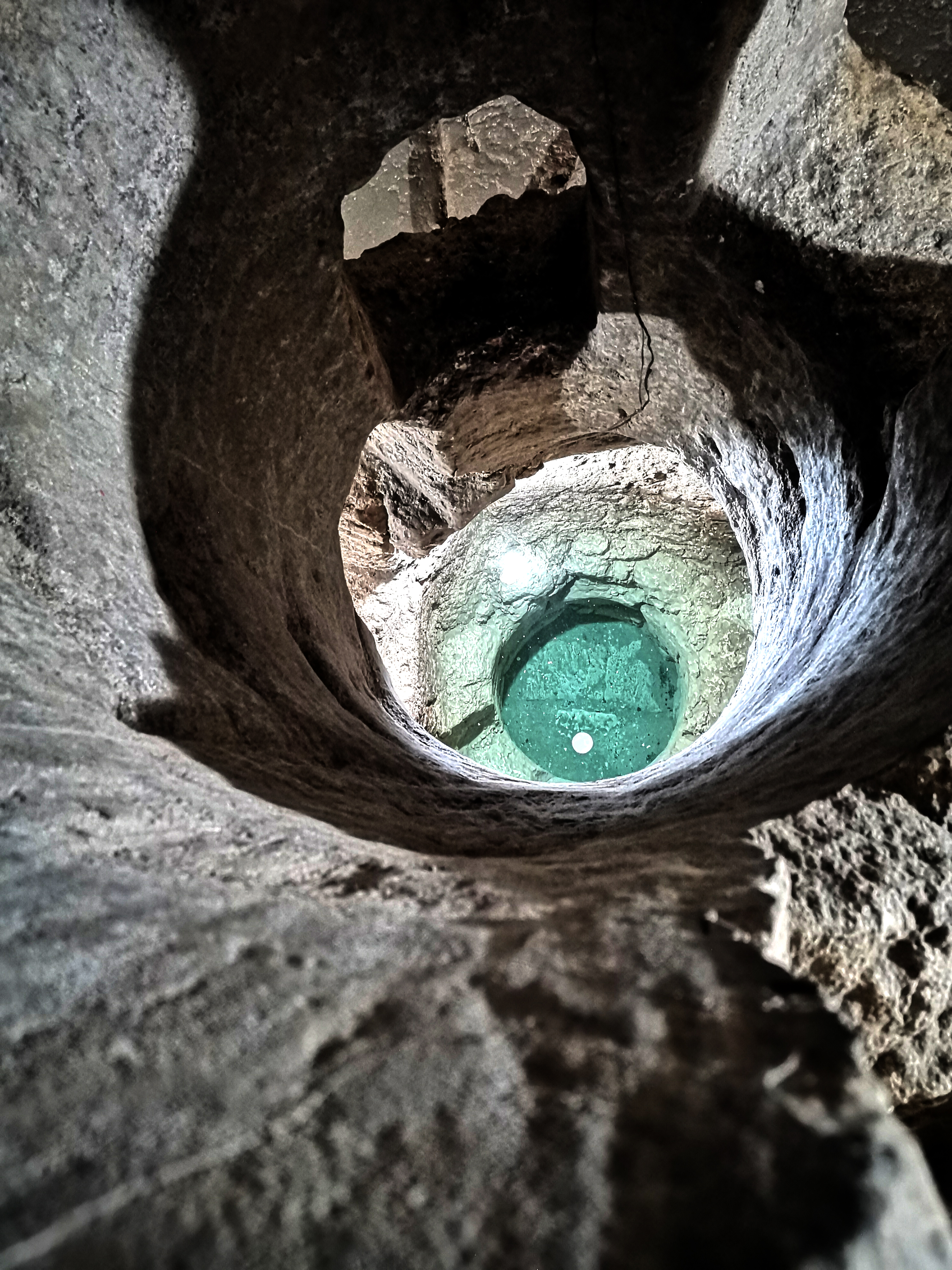
Visione complessiva della vasca, delle finestre e delle scale del Bagno Ebraico sotto la chiesa di san Filippo Apostolo